# El sueño en los animales

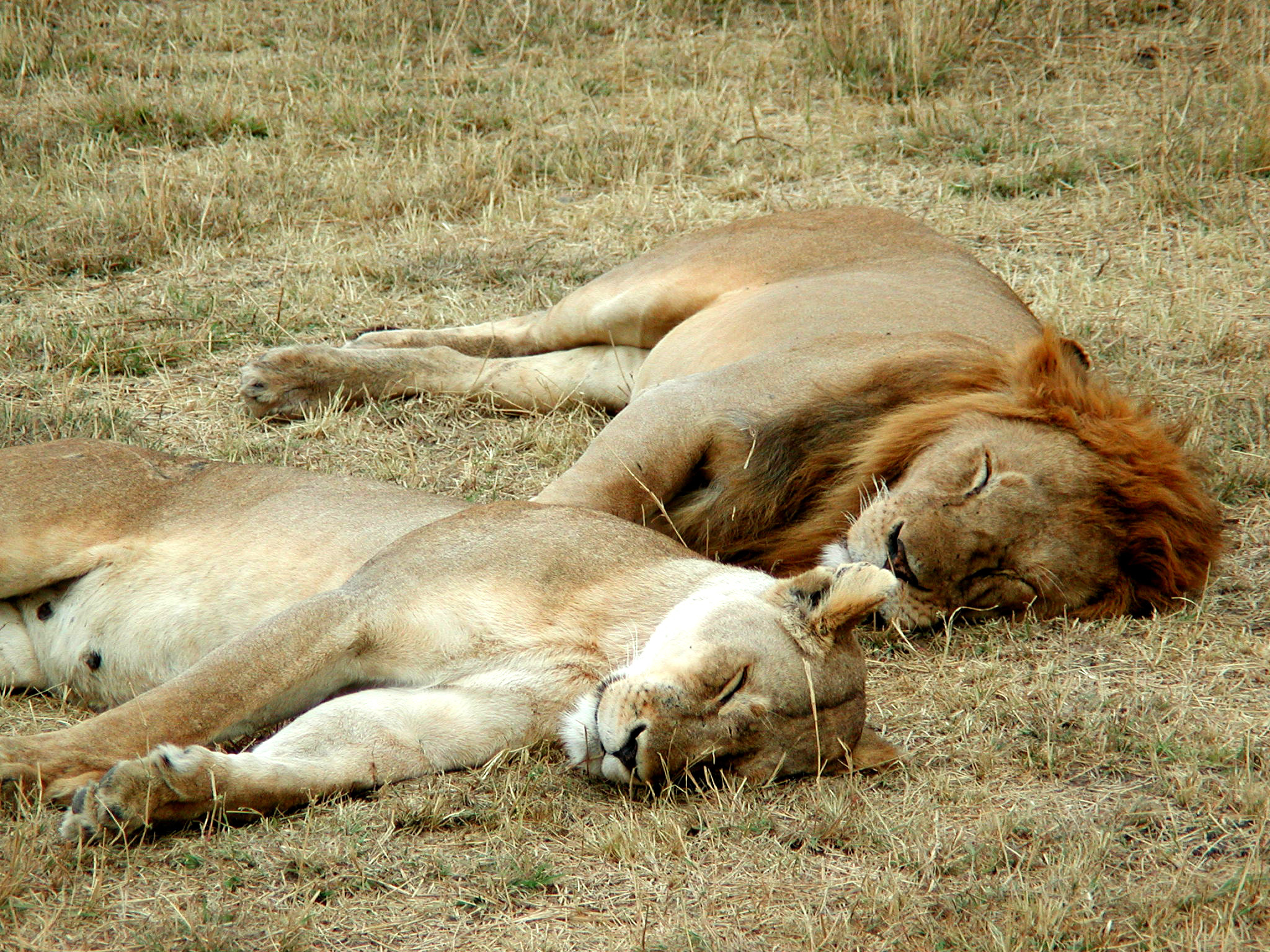
Un león macho y hembra durmiendo en una llanura

El sueño en los animales se refiere a un estado fisiológico y de comportamiento caracterizado por una conciencia alterada, una capacidad de respuesta reducida a los estímulos externos y una regulación homeostática observada en diversos animales. Se ha observado el sueño en mamíferos, aves, reptiles, anfibios y algunos peces y, de alguna forma, en insectos e incluso en animales más simples como los nematodos. El ritmo circadiano promueve el sueño nocturno para los organismos diurnos (como los humanos) y durante el día para los organismos nocturnos (como las ratas).  Los patrones de sueño varían ampliamente entre especies. Parece ser un requisito para todos los mamíferos y la mayoría de los demás animales. 

## Definición

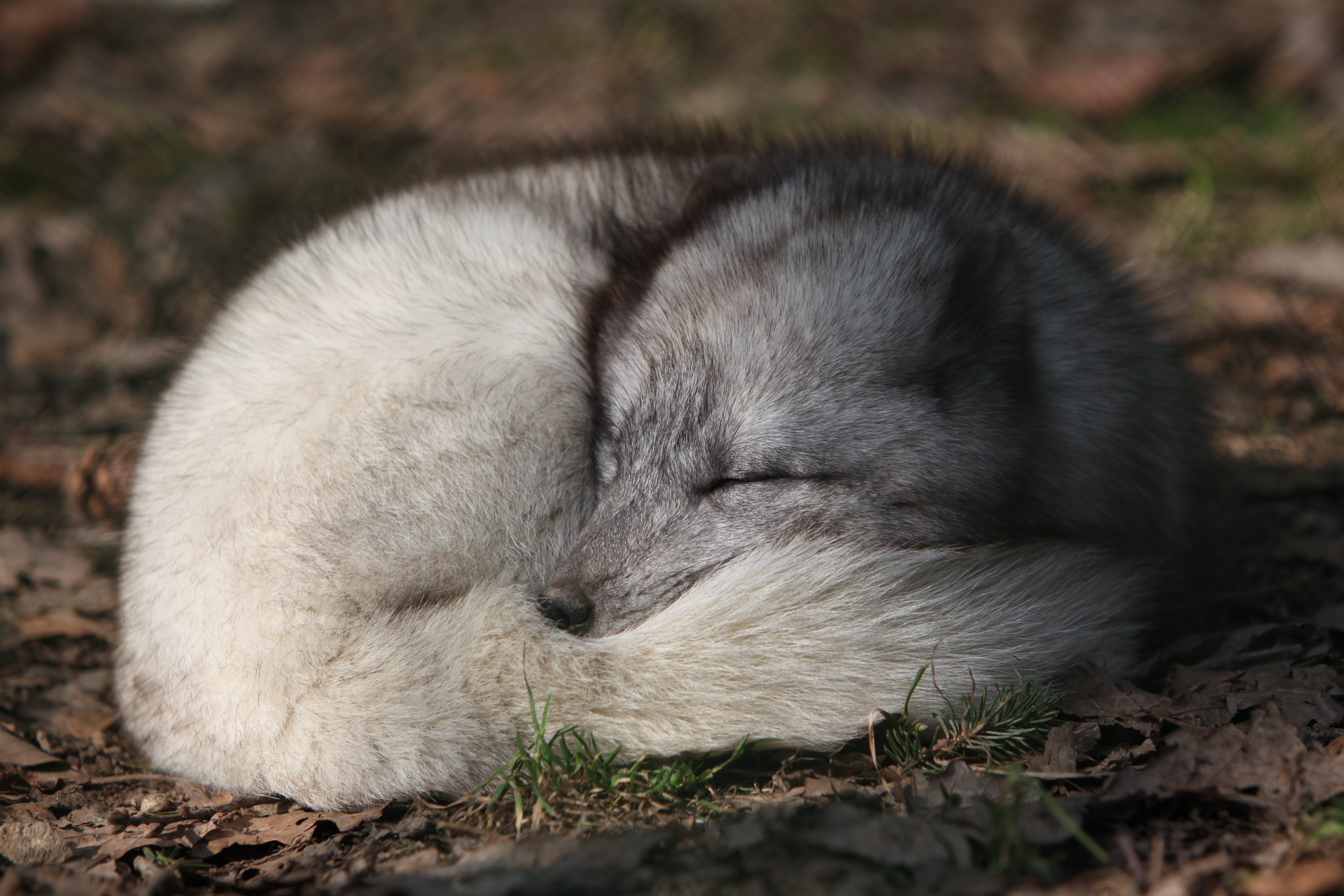
Un zorro ártico dormido

El sueño puede seguir una definición fisiológica o conductual. En el sentido fisiológico, el sueño es un estado caracterizado por inconsciencia reversible, patrones especiales de  ondas cerebrales, movimientos oculares esporádicos, pérdida del tono muscular (posiblemente con algunas excepciones; véase más adelante sobre el sueño de las aves y de los mamíferos acuáticos) y un aumento compensatorio después de la privación del estado, esto último conocido como homeostasis del sueño  (es decir, cuanto más dura un estado de vigilia, mayor será la intensidad y duración del estado de sueño posterior).   En el sentido conductual, el sueño se caracteriza por un movimiento mínimo, una falta de respuesta a los estímulos externos (es decir, un umbral sensorial aumentado ), la adopción de una postura típica y la ocupación de un lugar protegido, ttodo lo cual suele repetirse cada 24 horas.  La definición fisiológica se aplica bien a aves y mamíferos, pero en otros animales cuyos cerebros no son tan complejos, la definición conductual se utiliza con más frecuencia. En animales muy simples, las definiciones conductuales del sueño son las únicas posibles, e incluso entonces el repertorio conductual del animal puede no ser lo suficientemente extenso como para permitir la distinción entre sueño y vigilia.  El sueño es rápidamente reversible, a diferencia de la hibernación o el coma, y la falta de sueño va seguida de un sueño de rebote más prolongado o más profundo.

## Necesidad
Si el sueño no fuera esencial, uno esperaría encontrar
- Especies animales que no duermen nada
- Animales que no necesitan un sueño de recuperación después de permanecer despiertos más tiempo del habitual
- Animales que no sufren consecuencias graves por la falta de sueño

De ahí que el sueño sea esencial para todos los animales complejos. Dormir ayuda al cuerpo y a la mente a sentirse descansados. Los hallazgos muestran que si las ratas no duermen, mueren en unas pocas semanas. A pesar de tener suficiente comida, su apetito tiende a disminuir, lo que provoca pérdida de peso y, finalmente, la muerte. 
Aparte de unos pocos animales basales que no tienen cerebro o tienen uno muy simple, hasta la fecha no se ha encontrado ningún animal que satisfaga alguno de estos criterios.  Si bien algunas variedades de tiburones, como los tiburones blancos y los tiburones martillo, deben permanecer en movimiento en todo momento para mover agua oxigenada sobre sus branquias, es posible que duerman en un hemisferio cerebral a la vez, como lo hacen los mamíferos marinos. Sin embargo, queda por demostrar definitivamente si algún pez es capaz de dormir en un hemisferio. 

## Invertebrados

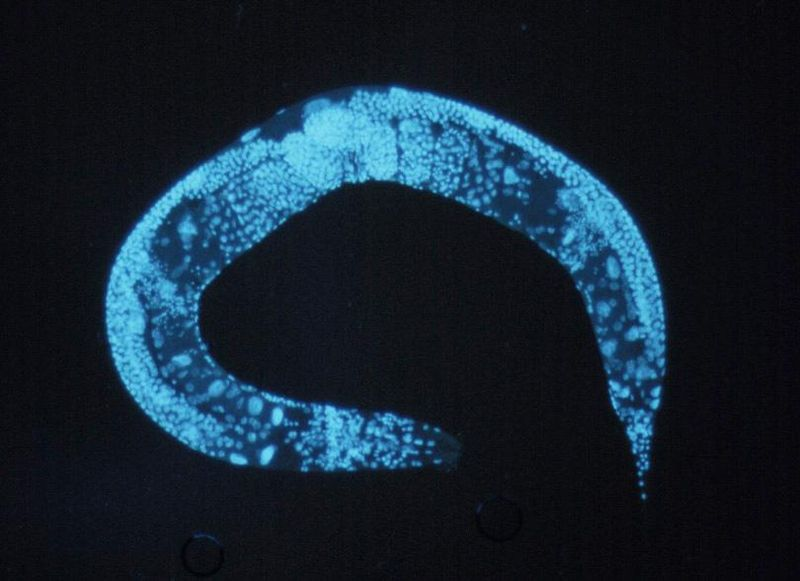
Caenorhabditis elegans se encuentra entre los organismos más primitivos en los que se han observado estados similares al sueño.

El sueño como fenómeno parece tener raíces evolutivas muy antiguas. Los organismos unicelulares no necesariamente "duermen", aunque muchos de ellos tienen ritmos circadianos pronunciados. El pólipo de agua dulce Hydra vulgaris  y la medusa Cassiopea se encuentran entre los organismos más primitivos en los que se han observado estados similares al sueño.   La observación de los estados de sueño en las medusas proporciona evidencia de que los estados de sueño no requieren que un animal tenga cerebro o sistema nervioso central.  El nematodo Caenorhabditis elegans es otro organismo primitivo que parece necesitar dormir. Aquí, se produce una fase de letargo en períodos cortos que preceden a cada muda, un hecho que puede indicar que el sueño está primitivamente conectado con procesos de desarrollo. Los resultados de Raizen y otros  sugieren además que el sueño es necesario para que se produzcan cambios en el sistema neuronal.

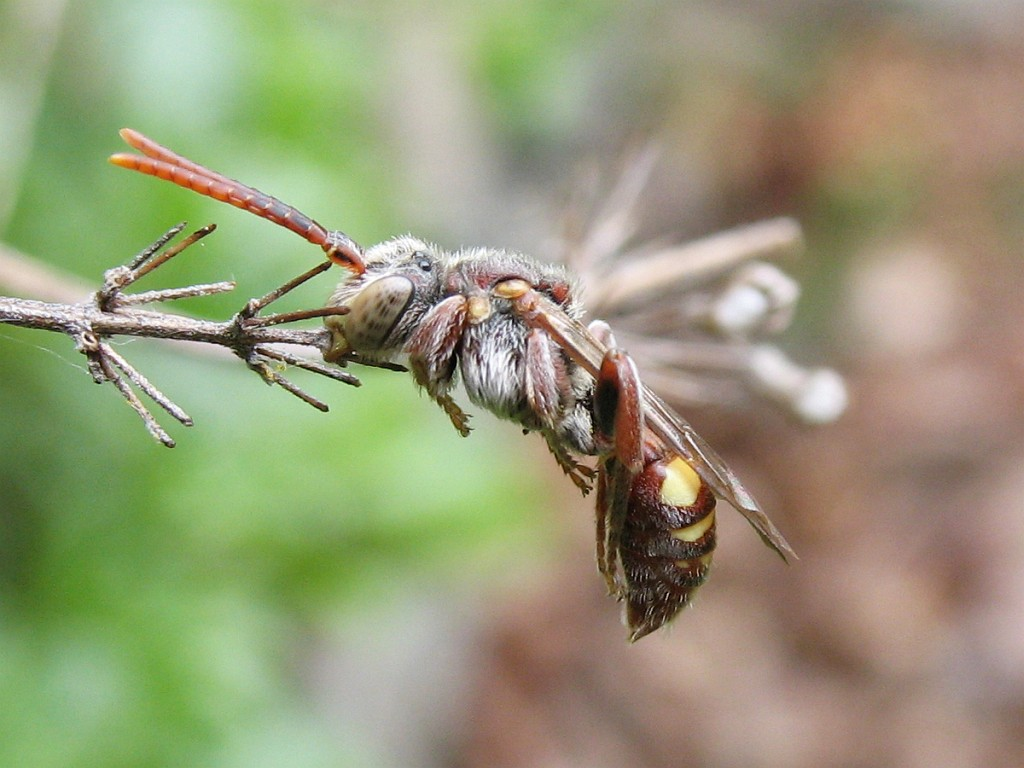
Una abeja cuco del género Nomada, durmiendo. Nótese la posición característica anclada por las mandíbulas.

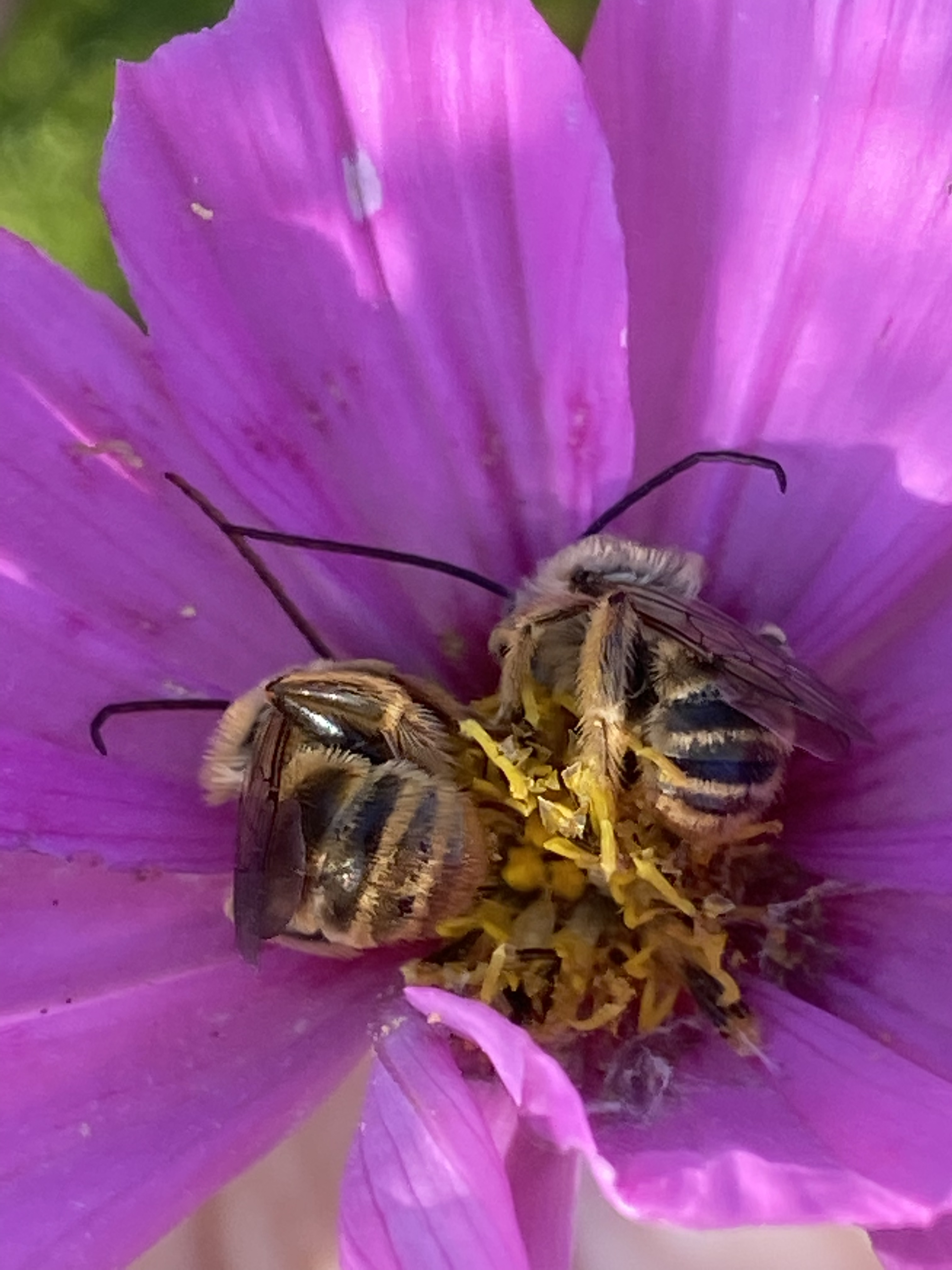
Las abejas nativas americanas, en este caso la tribu Eucerini, frecuentemente se acuestan entre las flores.

Las abejas tienen algunos de los estados de sueño más complejos entre los insectos.  Década tras década se han obtenido resultados de que los insectos duermen, y que esto se parece al sueño de los mamíferos y las aves. Sin embargo, los científicos del sueño continuaron sin aceptar estos resultados y hubo un amplio acuerdo en que los insectos no experimentaban sueño. Fueron necesarios los estudios de expresión génica de Hendricks et al. 2000 y Shaw et al. 2000,   que mostraron la homología de secuencia entre los mamíferos y la mosca de la fruta Drosophila melanogaster para que finalmente sea aceptada. El estudio electrofisiológico del sueño en pequeños invertebrados es complicado. Los insectos siguen ritmos circadianos de actividad y pasividad, pero algunos no parecen tener una necesidad homeostática de sueño. Los insectos no parecen tener sueño REM. Sin embargo, las moscas de la fruta parecen dormir y la alteración sistemática de ese estado conduce a discapacidades cognitivas.  Existen varios métodos para medir las funciones cognitivas en las moscas de la fruta. Un método común es dejar que las moscas elijan si quieren volar a través de un túnel que conduce a una fuente de luz o a través de un túnel oscuro. Normalmente las moscas se sienten atraídas por la luz. Pero si se coloca azúcar al final del túnel oscuro y algo que no les gusta a las moscas se coloca al final del túnel luminoso, las moscas en algún momento aprenderán a volar hacia la oscuridad en lugar de hacia la luz. Las moscas privadas de sueño necesitan más tiempo para aprender esto y también lo olvidan más rápidamente. Si experimentalmente se mantiene despierto a un artrópodo más tiempo del que está acostumbrado, entonces su próximo período de descanso se prolongará. En las cucarachas, ese período de descanso se caracteriza por tener las antenas abatidas hacia abajo y por una disminución de la sensibilidad a los estímulos externos.  También se ha descrito el sueño en los cangrejos de río, caracterizado por pasividad y umbrales aumentados para los estímulos sensoriales, así como cambios en el patrón EEG, que difieren notablemente de los patrones encontrados en los cangrejos de río cuando están despiertos.  Se ha demostrado que las abejas utilizan el sueño para almacenar recuerdos a largo plazo.  También se han descrito estados similares al sueño en arañas saltadoras, así como picos regulares de movimientos retinianos que sugieren un estado similar al sueño REM.  También las sepias y los pulpos dormidos muestran signos de tener conductas de sueño REM.  

## Peces
El sueño de los peces es objeto de investigaciones científicas en curso.   Normalmente, los peces presentan períodos de inactividad, pero no muestran reacciones significativas ante la privación de esta condición. Se sospecha que algunas especies que siempre viven en cardúmenes o que nadan continuamente (debido a la necesidad de ventilación de las branquias, por ejemplo) nunca duermen.  También existen dudas sobre ciertas especies ciegas que viven en cuevas.  Otros peces, sin embargo, parecen dormir. Por ejemplo, el pez cebra,   tilapia,  tenca,  cabeza de toro,  y el tiburón globo  se quedan inmóviles y no responden durante la noche (o durante el día, en el caso del tiburón globo). El pez perro español y el  thalassoma bifasciatum pueden incluso levantarse con la mano hasta la superficie sin provocar una respuesta.  Los estudios demuestran que algunos peces (por ejemplo, las rayas y los tiburones) tienen un sueño unihemisférico, lo que significa que la mitad de su cerebro duerme, mientras la otra mitad permanece activa, y nadan mientras duermen.   Un estudio de observación realizado en 1961 sobre aproximadamente 200 especies en acuarios públicos europeos informó de muchos casos de sueño aparente.  Por otro lado, los patrones de sueño se alteran fácilmente e incluso pueden desaparecer durante los períodos de migración, desove y cuidado parental. 

## Vertebrados terrestres
Los mamíferos, aves y reptiles evolucionaron a partir de ancestros amnióticos, los primeros vertebrados con ciclos de vida independientes del agua. El hecho de que las aves y los mamíferos sean los únicos animales conocidos que exhiben sueño REM y NREM indica un rasgo común antes de la divergencia.  Sin embargo, evidencia reciente de sueño REM en peces sugiere que esta divergencia puede haber ocurrido mucho antes de lo que se pensaba anteriormente.  Hasta ese momento, se consideraba que los reptiles eran el grupo más lógico para investigar los orígenes del sueño. La actividad diurna en los reptiles alterna entre tomar el sol y episodios cortos de comportamiento activo, que tiene importantes similitudes neurológicas y fisiológicas con los estados de sueño en los mamíferos. Se propone que el sueño REM evolucionó a partir de breves episodios de actividad motora en los reptiles, mientras que el sueño de ondas lentas (SWS) evolucionó a partir de su estado de reposo, que muestra patrones EEG de ondas lentas similares. 

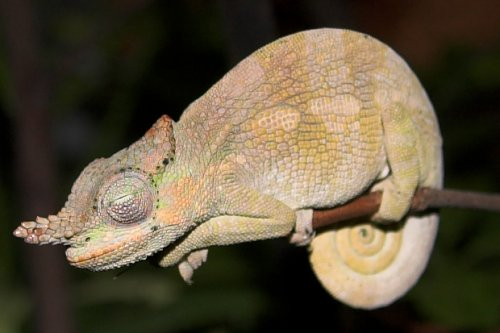
Camaleón de Fischer enano africano dormido

## Reptiles y anfibios
Los reptiles tienen períodos de reposo similares al sueño de los mamíferos, y se ha registrado una disminución de la actividad eléctrica en el cerebro cuando los animales duermen. Sin embargo, el patrón EEG en el sueño de los reptiles difiere del que se observa en los mamíferos y otros animales.  En los reptiles, el tiempo de sueño aumenta después de la privación de sueño, y se necesitan estímulos más fuertes para despertar a los animales cuando se les ha privado de sueño en comparación con cuando dormían normalmente. Esto sugiere que el sueño que sigue a la privación es compensatoriamente más profundo. 

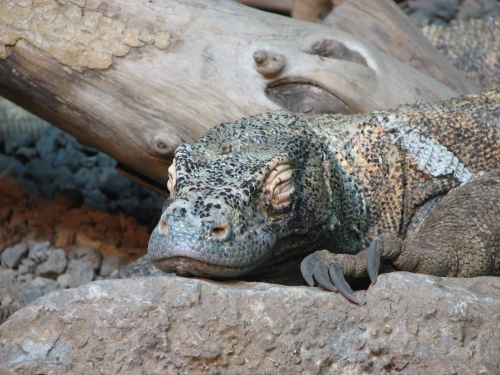
Un dragón de Komodo durmiendo

En 2016, un estudio  informó la existencia de etapas de sueño similares a REM y NREM en el dragón barbudo Pogona vitticeps. Los anfibios tienen períodos de inactividad pero muestran una alta vigilancia (receptividad a estímulos potencialmente amenazantes) en este estado.
Al igual que algunas aves y mamíferos acuáticos, los cocodrilos también son capaces de dormir de forma hemisférica 

## Aves

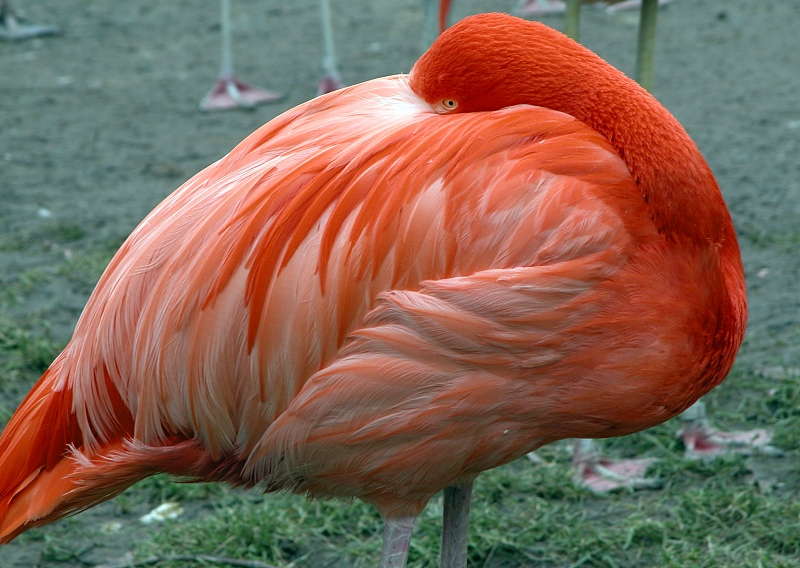
Un flamenco con al menos un hemisferio cerebral despierto.

Existen importantes similitudes entre el sueño de las aves y el sueño de los mamíferos, lo que es una de las razones de la idea de que el sueño en los animales superiores, con su división en REM y NREM, ha evolucionado junto con la sangre caliente.  Las aves compensan la pérdida de sueño de manera similar a los mamíferos, mediante un sueño de ondas lentas (SWS) más profundo o más intenso. 
Las aves tienen sueño REM y NREM, y los patrones de EEG de ambos tienen similitudes con los de los mamíferos. Diferentes aves duermen en lapsos diferentes, pero las asociaciones observadas en los mamíferos entre el sueño y variables como la masa corporal, la masa cerebral, la masa cerebral relativa, el metabolismo basal y otros factores (ver más abajo) no se encuentran en las aves. El único factor que explica claramente las variaciones en la cantidad de sueño de las aves de diferentes especies es que las aves que duermen en ambientes donde están expuestas a depredadores tienen un sueño menos profundo que las aves que duermen en ambientes más protegidos. 

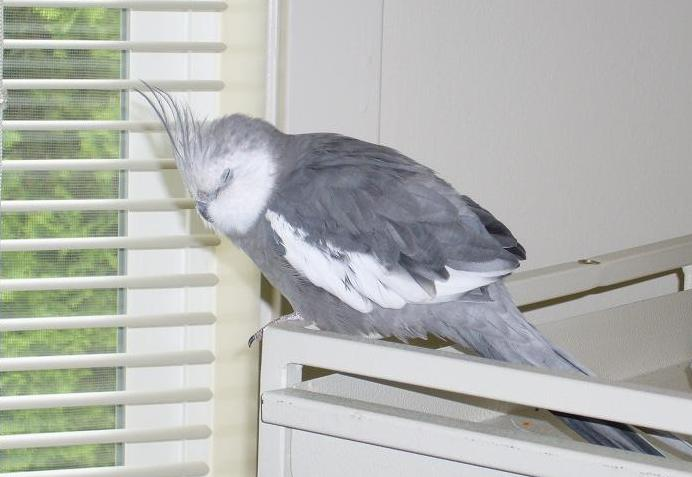
Una cacatúa dormida

Las aves no necesariamente presentan falta de sueño, sino una peculiaridad que comparten con los mamíferos acuáticos, y posiblemente también con ciertas especies de lagartos (las opiniones difieren sobre este último punto), es el fenómeno del sueño unihemisférico de ondas lentas; es decir, la capacidad de dormir con un hemisferio cerebral a la vez, mientras se mantiene despierto el otro hemisferio.  Cuando sólo un hemisferio está dormido, sólo el ojo contralateral estará cerrado; es decir, cuando el hemisferio derecho esté dormido, el ojo izquierdo estará cerrado y viceversa.  La distribución del sueño entre los dos hemisferios y la cantidad de sueño unihemisférico están determinadas tanto por qué parte del cerebro ha estado más activa durante el período previo de vigilia  —esa parte dormirá más profundamente— como por el nivel de riesgo de ataques de depredadores. Es probable que los patos cerca del perímetro de la bandada sean los primeros en detectar los ataques de los depredadores. Estos patos tienen un sueño unihemisférico significativamente mayor que los que duermen en medio de la bandada y reaccionan a estímulos amenazantes vistos con el ojo abierto. 
Las opiniones difieren en parte sobre el sueño de las aves migratorias. La controversia se trata principalmente de si pueden dormir mientras vuelan o no.  En teoría, ciertos tipos de sueño podrían ser posibles mientras se vuela, pero las dificultades técnicas impiden el registro de la actividad cerebral de las aves mientras vuelan. 

## Mamíferos

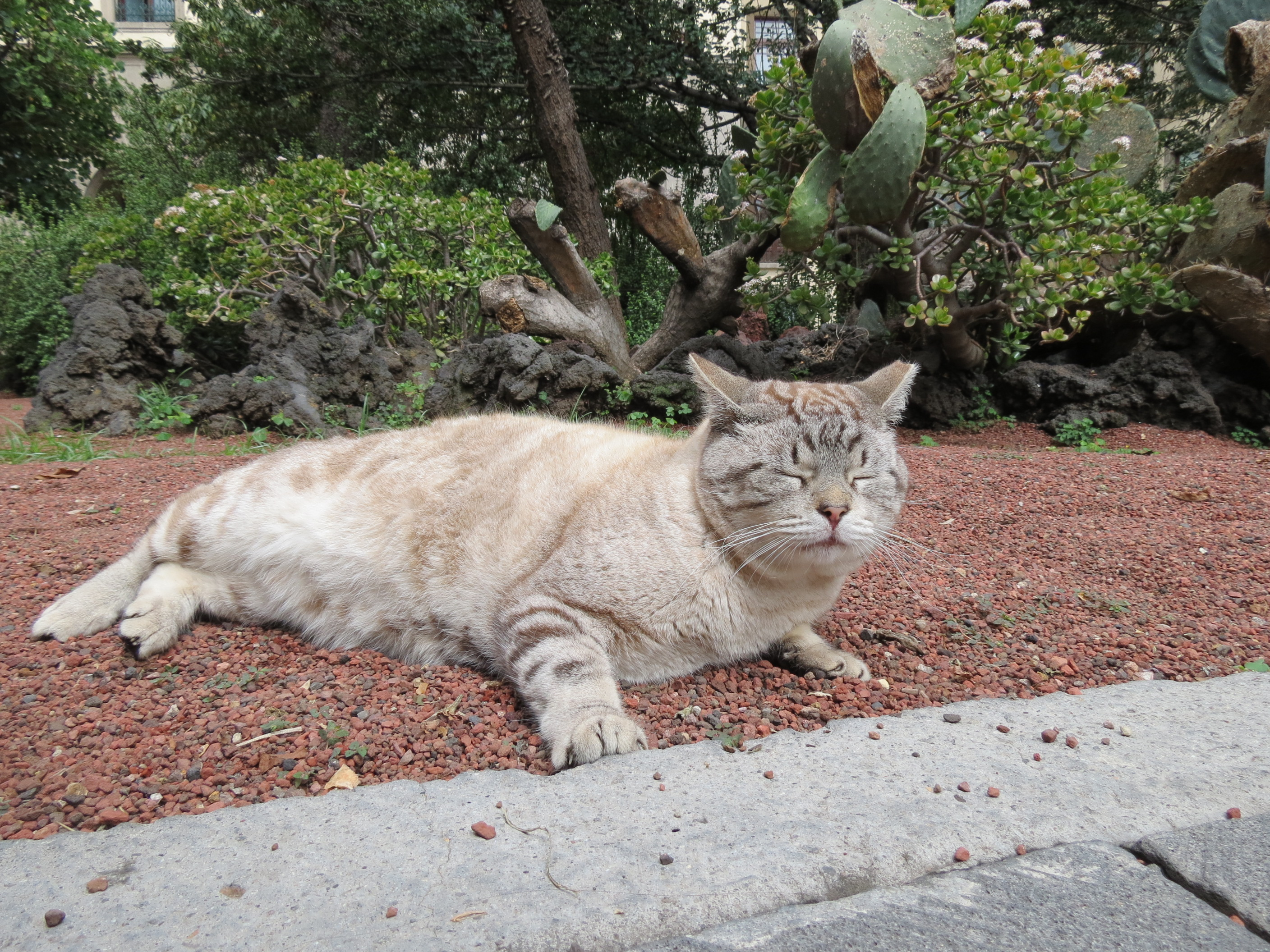
Gato durmiendo en México

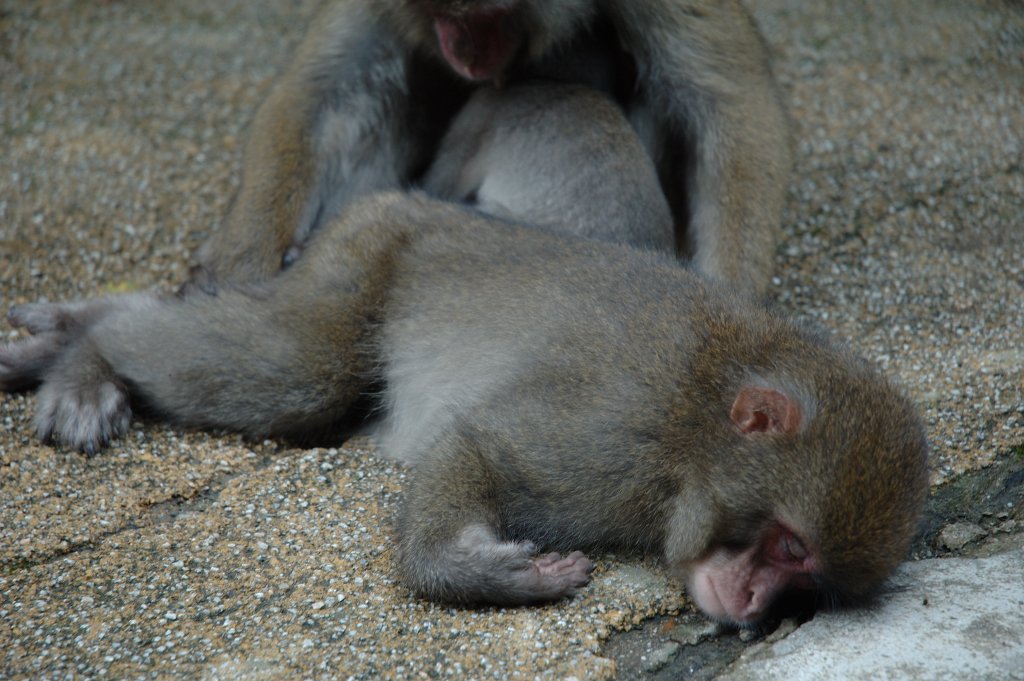
Macacos japoneses durmiendo

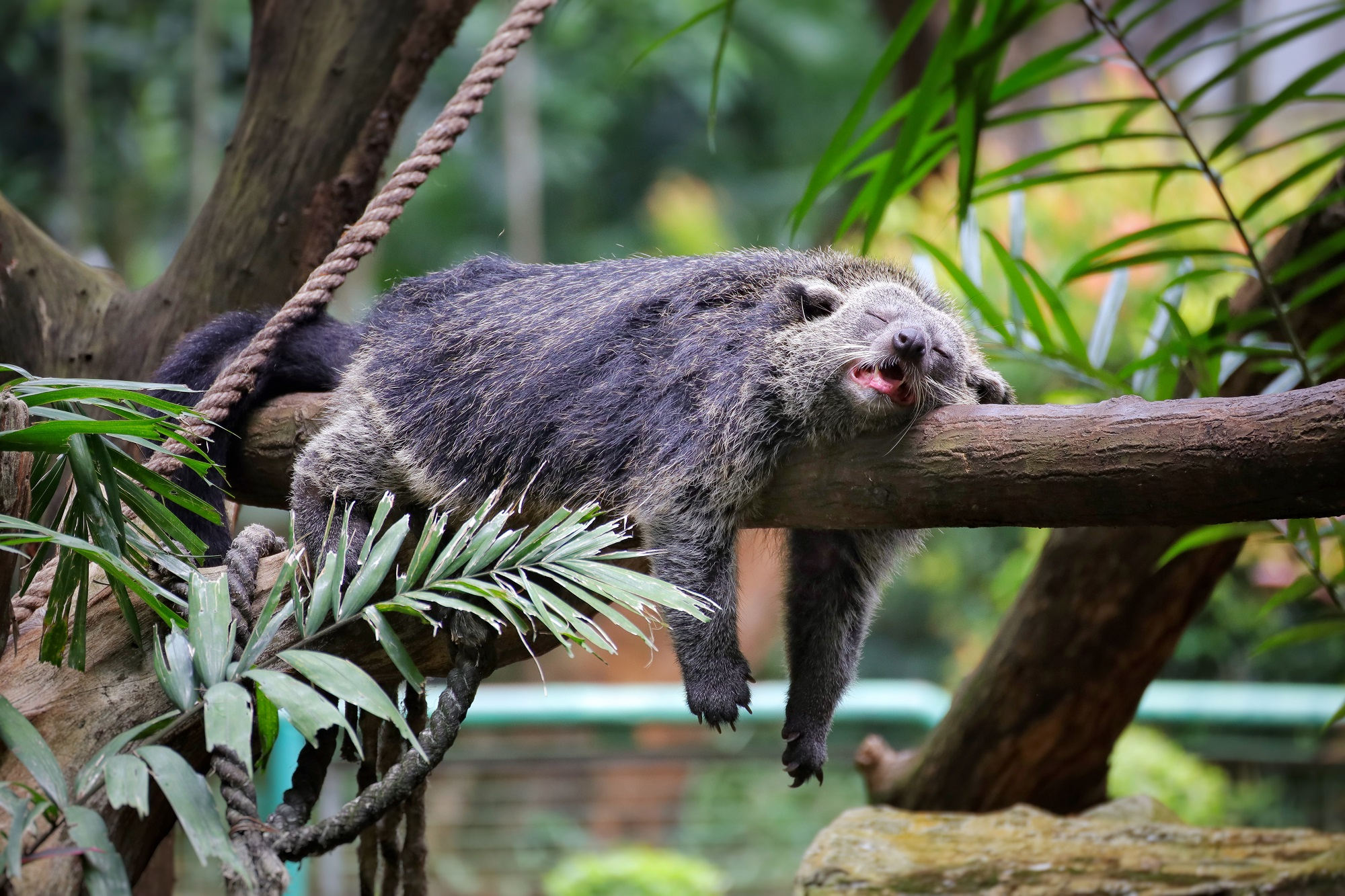
Binturong durmiendo

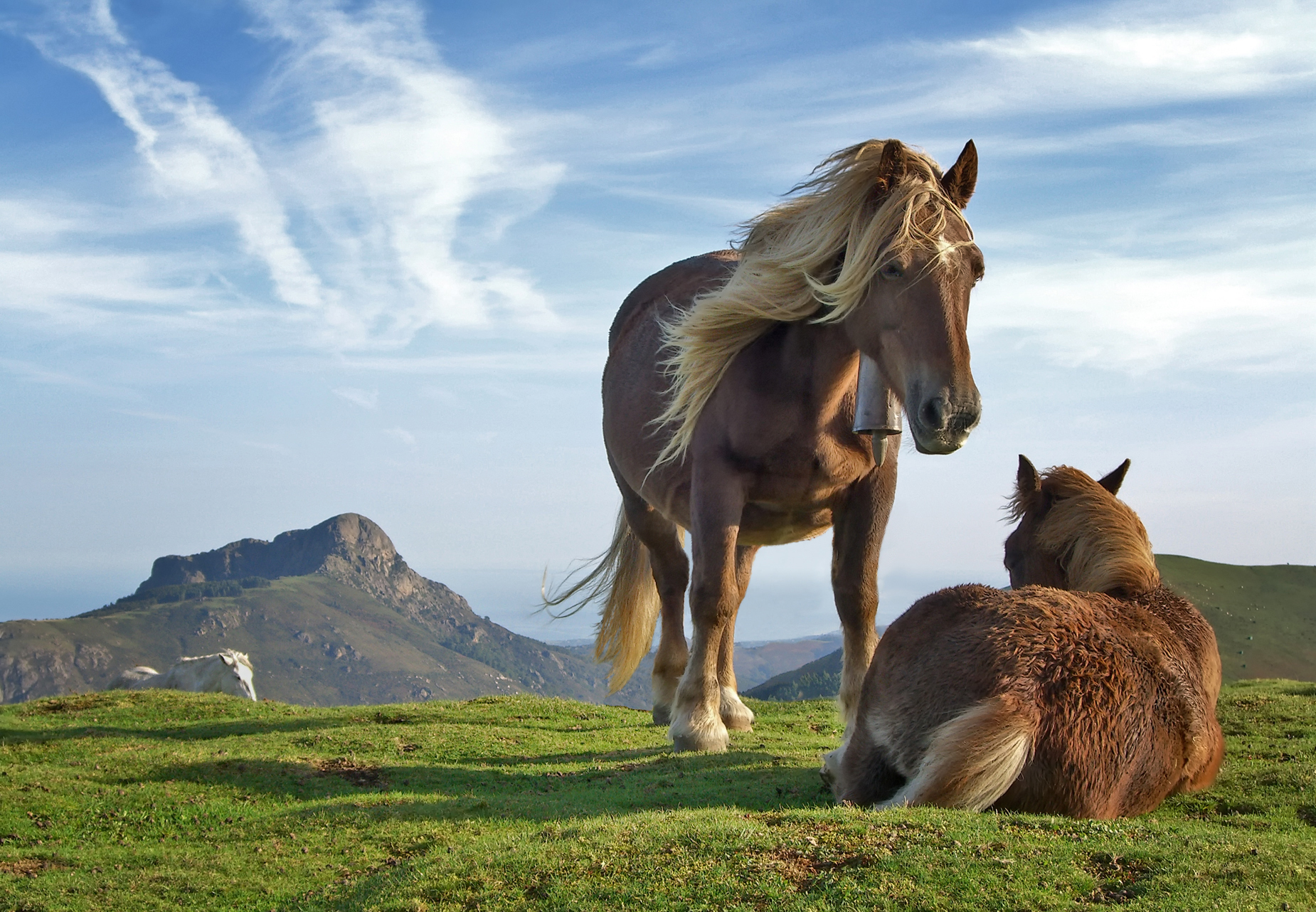
Caballos durmiendo y descansando.

Los mamíferos tienen una amplia diversidad en los fenómenos conectados con el sueño. Generalmente pasan por periodos de sueño REM y no REM alternados, pero estos se manifiestan de forma diferente. Los caballos y otros ungulados herbívoros pueden dormir de pie, pero necesariamente deben acostarse para el sueño REM (que provoca atonía muscular) durante períodos cortos.  Las jirafas, por ejemplo, sólo necesitan acostarse para dormir en fase REM durante unos minutos seguidos.  Los murciélagos duermen colgados boca abajo. Los armadillos machos tienen erecciones durante el sueño no REM, y lo contrario ocurre en las ratas.  Los primeros mamíferos participaban en un sueño polifásico, dividiendo el sueño en múltiples episodios por día. Las cuotas de sueño diario más altas y los ciclos de sueño más cortos en las especies polifásicas en comparación con las especies monofásicas sugieren que el sueño polifásico puede ser un medio menos eficiente para lograr los beneficios del sueño. Por lo tanto, las especies pequeñas con una tasa metabólica basal (TMB) más alta pueden tener patrones de sueño menos eficientes. De ello se deduce que la evolución del sueño monofásico puede ser hasta ahora una ventaja desconocida de la evolución de tamaños corporales de mamíferos más grandes y, por lo tanto, una TMB más baja. 
A veces se piensa que dormir ayuda a conservar energía, aunque esta teoría no es del todo adecuada, ya que sólo disminuye el metabolismo entre un 5% y un 10%.   Adicionalmente se observa que los mamíferos requieren dormir incluso durante el estado hipometabólico de hibernación, circunstancia en la que en realidad se trata de una pérdida neta de energía ya que el animal regresa de la hipotermia a la eutermia para poder dormir. 
Los animales nocturnos tienen temperaturas corporales más altas, mayor actividad, aumento de serotonina y disminución de cortisol durante la noche, lo opuesto a los animales diurnos. Tanto los animales nocturnos como los diurnos tienen una mayor actividad eléctrica en el núcleo supraquiasmático y la correspondiente secreción de melatonina de la glándula pineal durante la noche.  Los mamíferos nocturnos, que tienden a permanecer despiertos durante la noche, tienen niveles más altos de melatonina durante la noche, al igual que los mamíferos diurnos.  Aunque la extirpación de la glándula pineal en muchos animales suprime los ritmos de melatonina, no detiene por completo los ritmos circadianos, aunque puede alterarlos y debilitar su capacidad de respuesta a las señales luminosas.  Los niveles de cortisol en los animales diurnos generalmente aumentan durante la noche, alcanzan su punto máximo en las horas de despertar y disminuyen durante el día.   En los animales diurnos, la somnolencia aumenta durante la noche.

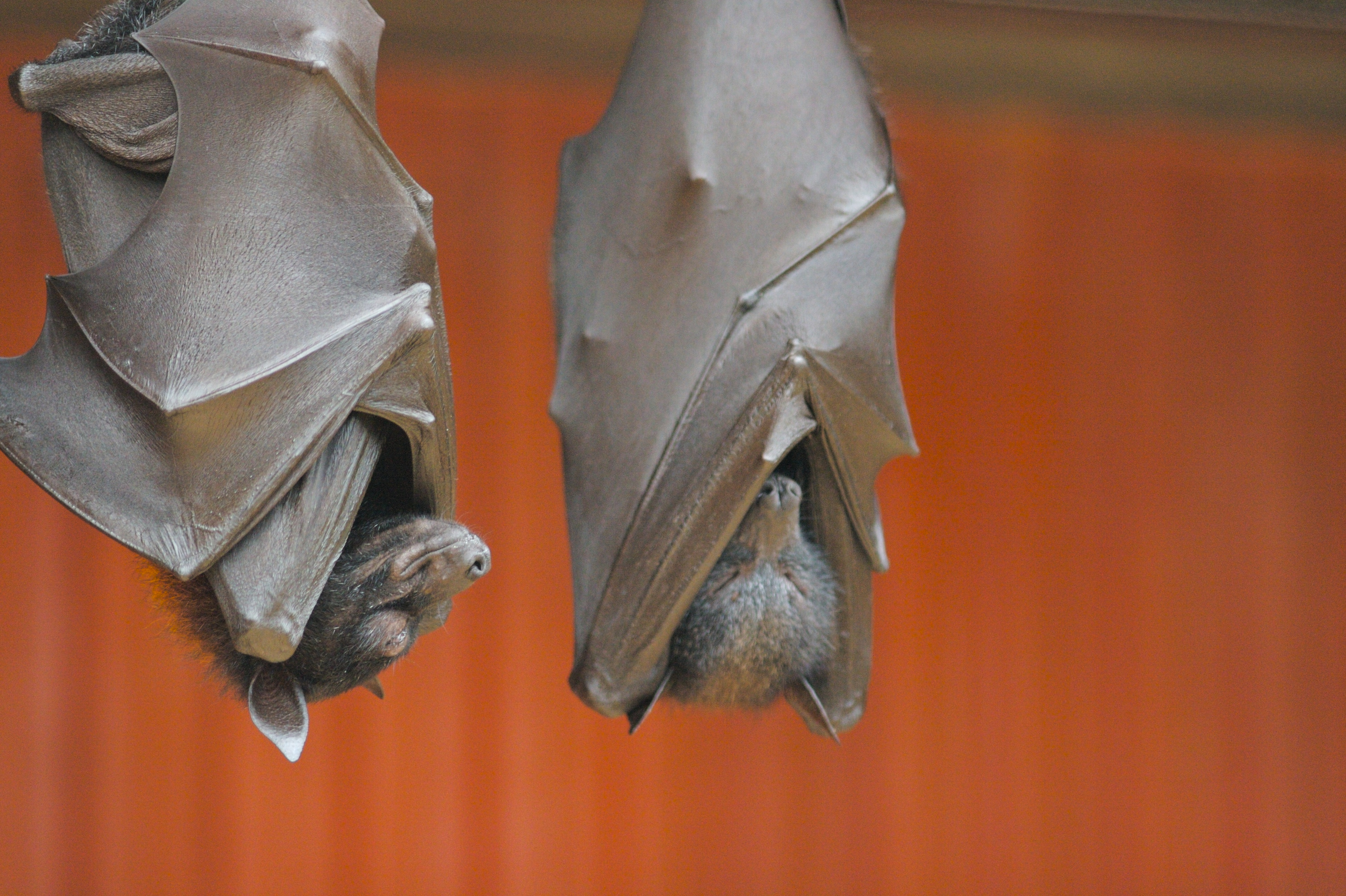
Zorros voladores, dormidos

### Duración
Diferentes mamíferos duermen cantidades diferentes. Algunos, como los murciélagos, duermen entre 18 y 20 horas al día, mientras que otros, incluidas las jirafas, duermen sólo entre 3 y 4 horas al día. Puede haber grandes diferencias incluso entre especies estrechamente relacionadas. También puede haber grandes diferencias entre los estudios de laboratorio y de campo: por ejemplo, en 1983 los investigadores informaron que los perezosos en cautiverio dormían casi 16 horas al día, pero en 2008, cuando se desarrollaron registradores neurofisiológicos en miniatura que podían fijarse a animales salvajes, se encontró que los perezosos en la naturaleza dormían sólo 9,6 horas al día.  

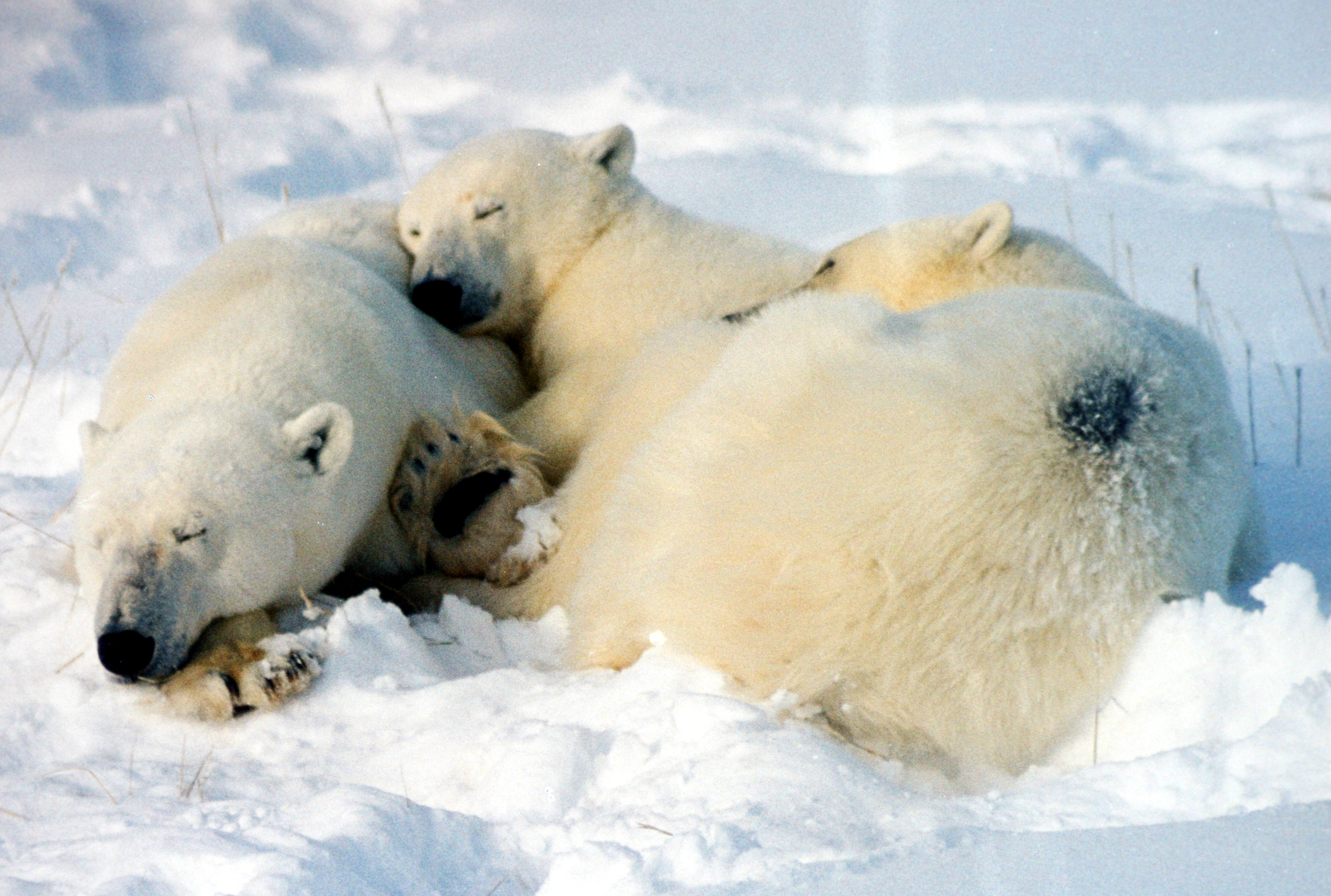
Osos polares durmiendo

Al igual que con las aves, la regla principal para los mamíferos (con ciertas excepciones, ver más abajo) es que tienen dos etapas de sueño esencialmente diferentes: sueño REM y NREM. Los hábitos alimentarios de los mamíferos están asociados con la duración del sueño. La necesidad diaria de sueño es mayor en los carnívoros, menor en los omnívoros y menor en los herbívoros. Los humanos duermen menos que muchos otros omnívoros, pero por lo demás no duermen mucho ni poco en comparación con otros mamíferos. 
Muchos herbívoros, como los rumiantes, pasan gran parte de su tiempo de vigilia en estado de somnolencia,  lo que quizás podría explicar en parte su necesidad relativamente baja de dormir. En los herbívoros, es evidente una correlación inversa entre la masa corporal y la duración del sueño: Los mamíferos grandes duermen menos que los más pequeños.  Se cree que esta correlación explica aproximadamente el 25% de la diferencia en la cantidad de sueño entre diferentes mamíferos.  Además, la duración de un ciclo de sueño particular está asociada con el tamaño del animal. En promedio, los animales más grandes tendrán ciclos de sueño de mayor duración que los animales más pequeños. La cantidad de sueño también está relacionada con factores como el metabolismo basal, la masa cerebral y la masa cerebral relativa. La duración del sueño entre las especies también está directamente relacionada con la TMB. Las ratas, que tienen una TMB alta, duermen hasta 14 horas al día, mientras que los elefantes y las jirafas, que tienen una TMB más baja, duermen sólo de 2 a 4 horas al día. 

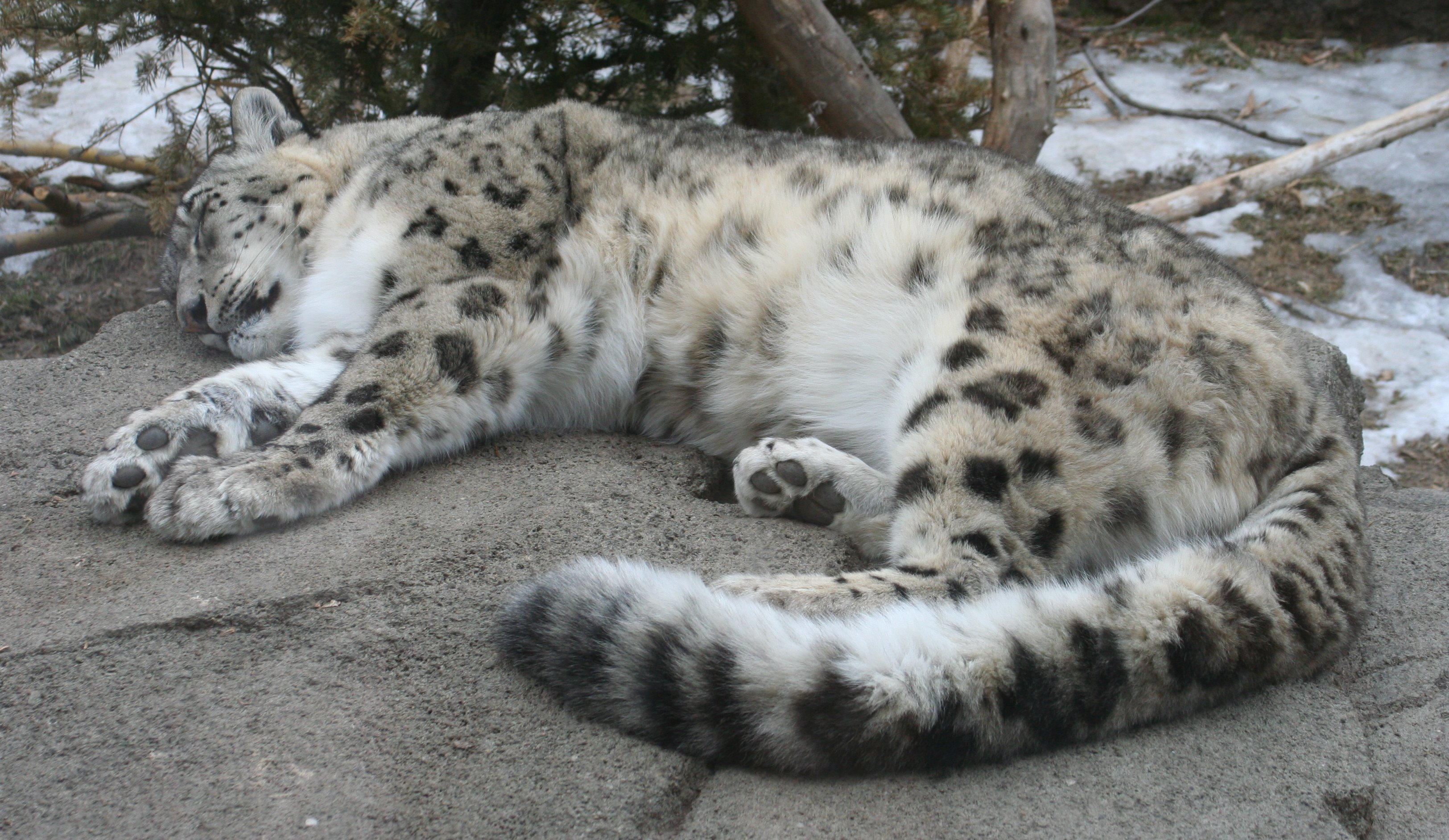
Un leopardo de las nieves dormido

Se ha sugerido que las especies de mamíferos que invierten en tiempos de sueño más prolongados están invirtiendo en el sistema inmunológico, ya que las especies con tiempos de sueño más prolongados tienen recuentos de glóbulos blancos más altos.  Los mamíferos que nacen con sistemas reguladores bien desarrollados, como el caballo y la jirafa, tienden a tener menos sueño REM que las especies que están menos desarrolladas al nacer, como los gatos y las ratas.  Esto parece reflejar la mayor necesidad de sueño REM entre los recién nacidos que entre los adultos en la mayoría de las especies de mamíferos. Muchos mamíferos duermen durante una gran parte de cada período de 24 horas cuando son muy jóvenes.  La jirafa sólo duerme 2 horas al día en sesiones de entre 5 y 15 minutos. Los koalas son los mamíferos que duermen más tiempo, entre 20 y 22 horas al día. Sin embargo, las orcas y algunos otros delfines no duermen durante el primer mes de vida.  En cambio, los delfines y ballenas jóvenes frecuentemente descansan presionando su cuerpo junto al de su madre mientras ésta nada. Mientras la madre nada, mantiene a sus crías a flote para evitar que se ahoguen. Esto permite que los delfines y ballenas jóvenes descansen, lo que ayudará a mantener saludable su sistema inmunológico; a su vez, protegiéndolos de enfermedades.  Durante este período, las madres suelen sacrificar el sueño para proteger a sus crías de los depredadores. Sin embargo, a diferencia de otros mamíferos, los delfines y las ballenas adultos pueden pasar un mes sin dormir.  
Períodos de sueño promedio comparativos para varios mamíferos (en cautiverio) durante 24 horas 
- Caballos – 2 horas [81]
- Elefantes : más de 3 horas [82]
- Vacas – 4,0 horas [83]
- Jirafas – 4,5 horas [84]
- Humanos – 8,0 horas [85]
- Chimpancés – 9,7 horas [86]
- Zorros rojos – 9,8 horas [87]
- Perros – 10,1 horas [88]
- Conejos – 11,4 horas [89]
- Ratones domésticos – 12,5 horas [90]
- Gatos – 12,5 horas [91]
- Leones – 13,5 horas
- Ornitorrincos – 14 horas [92]
- Ardillas – 15 horas
- Tigres – 15,8 horas
- Armadillos gigantes – 18,1 horas
- Leopardos – 18 horas
- Myotis lucifugus – 19,9 horas [93]

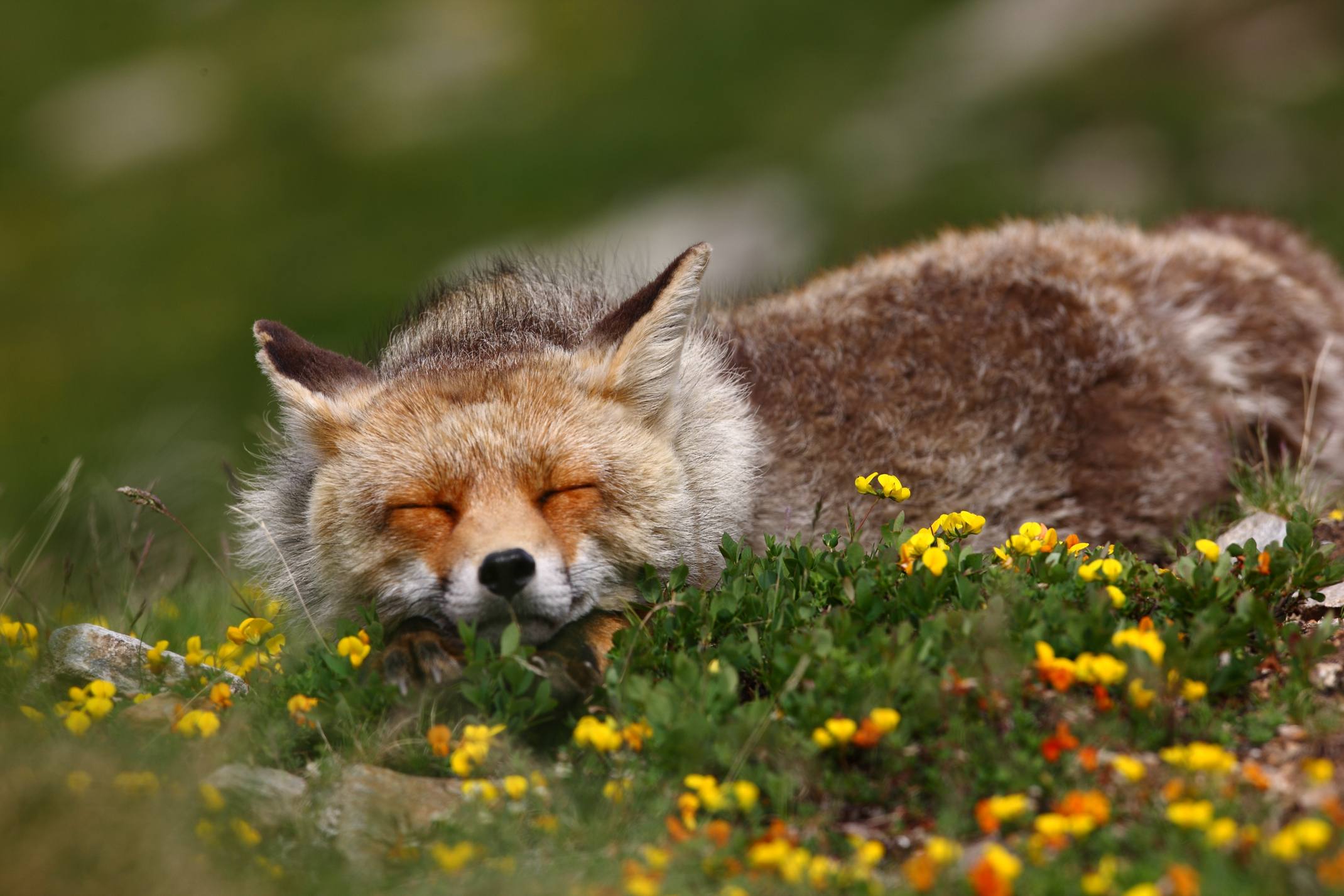
Un zorro rojo dormido

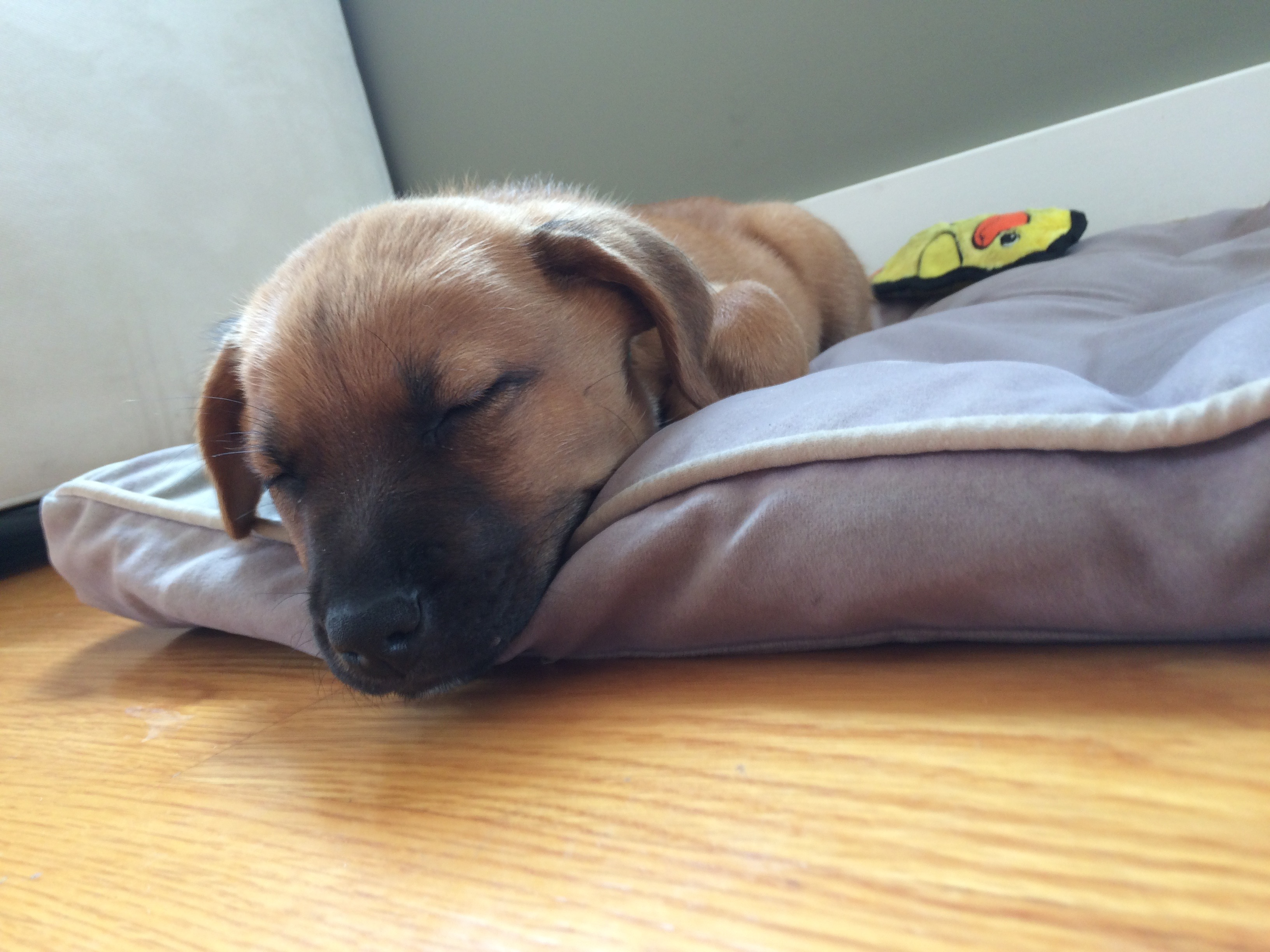
Un perro dormido

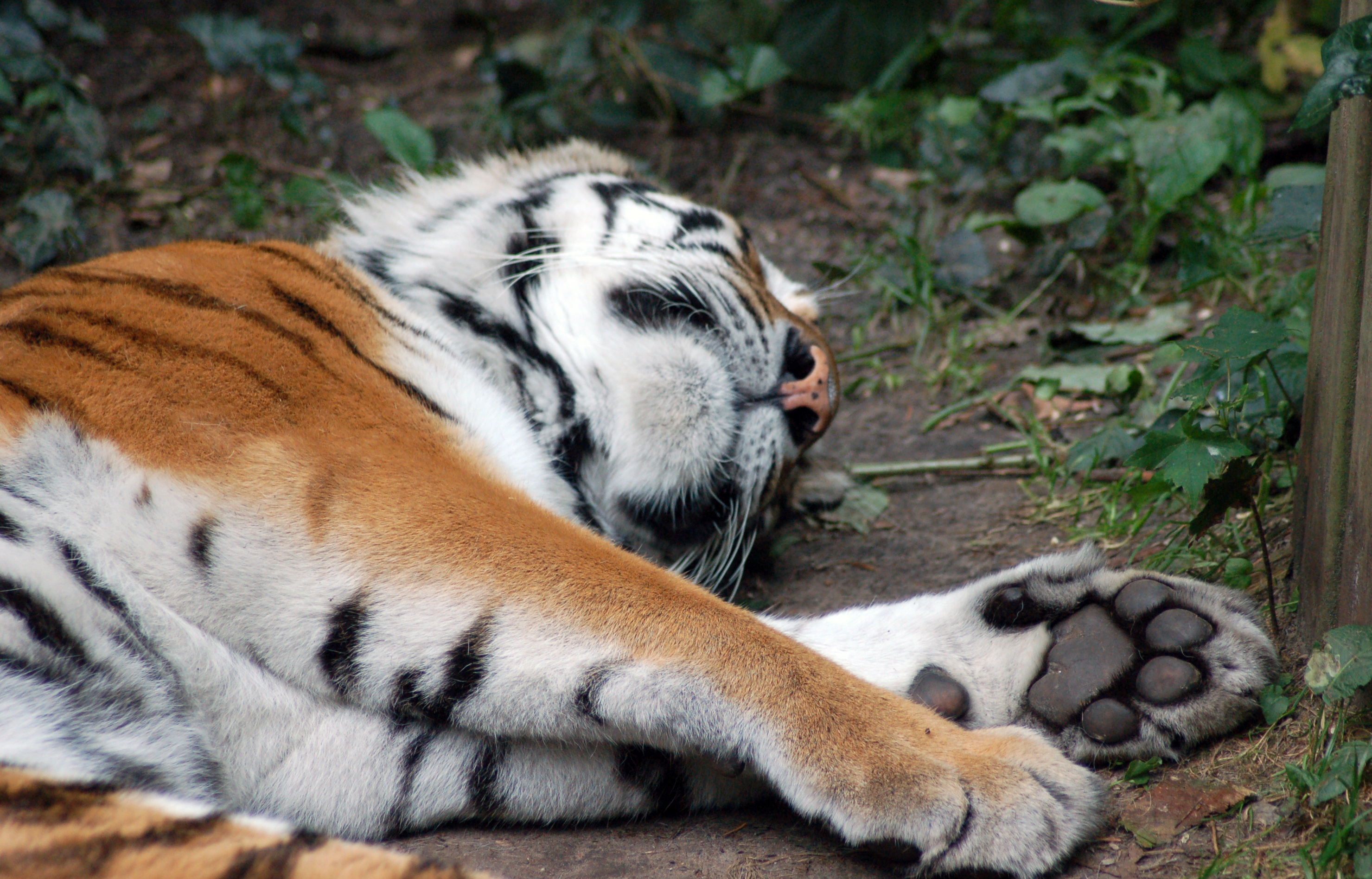
Un tigre dormido

Las razones dadas para las amplias variaciones incluyen el hecho de que los mamíferos que duermen escondidos, como los murciélagos o los roedores, tienden a tener siestas más largas y profundas que aquellos que están en alerta constante.  Los leones, que temen poco a los depredadores, también tienen períodos de sueño relativamente largos, mientras que los elefantes tienen que comer la mayor parte del tiempo para sostener sus enormes cuerpos. Los pequeños murciélagos marrones conservan su energía excepto durante las pocas horas de cada noche en que sus insectos presa están disponibles, y los ornitorrincos comen una dieta de crustáceos rica en energía y, por lo tanto, probablemente no necesiten pasar tanto tiempo despiertos como muchos otros mamíferos. 

### Roedores

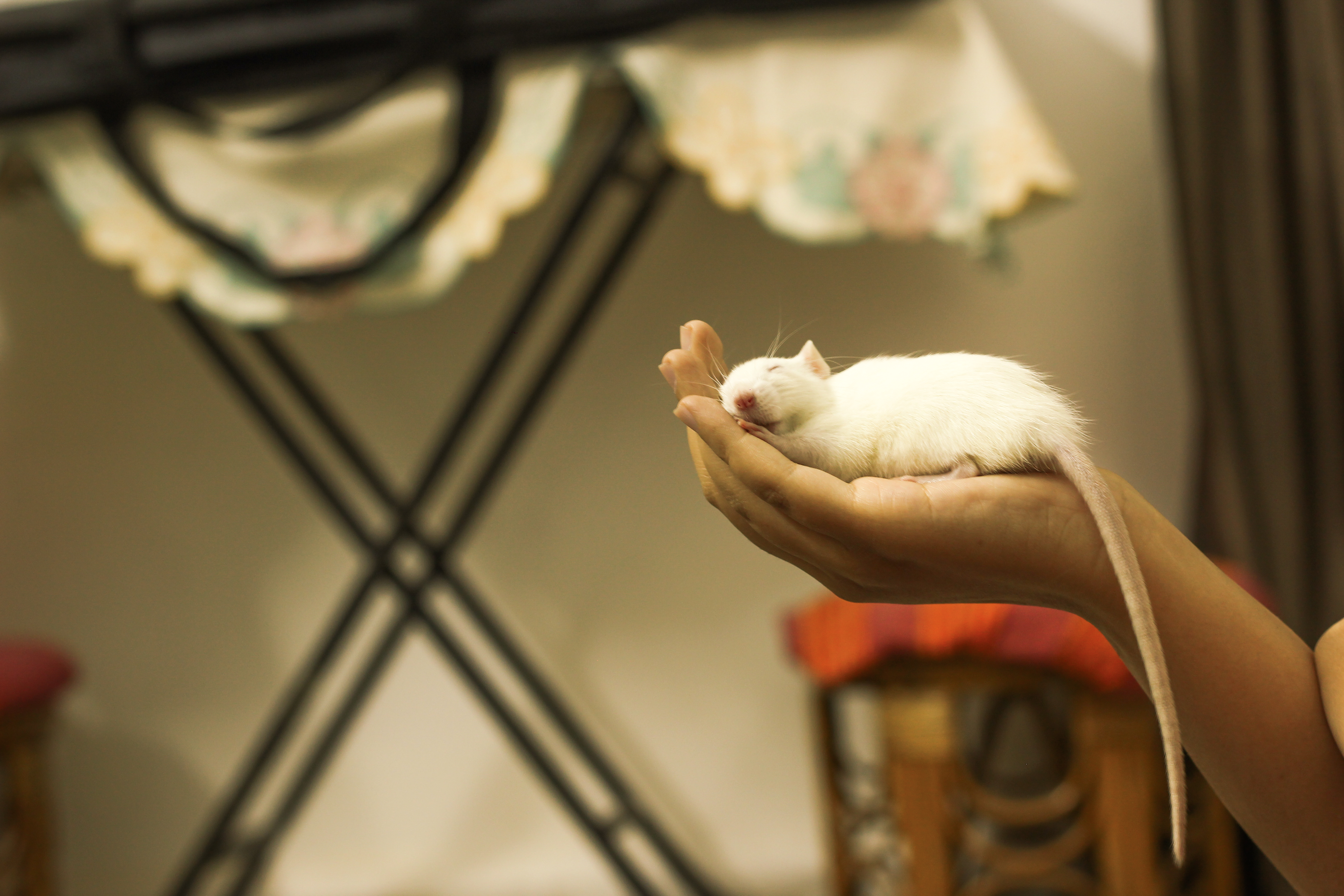
Una rata dormida

Un estudio realizado por Datta apoya indirectamente la idea de que la memoria se beneficia del sueño.  Se construyó una caja en la que una sola rata podía moverse libremente de un extremo al otro. El fondo de la caja estaba hecho de una rejilla de acero. Una luz brillaría en la caja acompañada de un sonido. Después de un retraso de cinco segundos, se aplicaría una descarga eléctrica. Una vez que comenzó la descarga, la rata pudo moverse al otro extremo de la caja, finalizando la descarga inmediatamente. La rata también podría aprovechar el retraso de cinco segundos para pasar al otro extremo de la caja y evitar la descarga por completo. La duración del choque nunca superó los cinco segundos. Esto se repitió 30 veces con la mitad de las ratas. La otra mitad, el grupo de control, fue colocada en el mismo ensayo, pero las ratas recibieron descargas eléctricas independientemente de su reacción. Después de cada una de las sesiones de entrenamiento, la rata sería colocada en una jaula de grabación durante seis horas de grabaciones poligráficas. Este proceso se repitió durante tres días consecutivos. Durante la sesión de registro del sueño posterior a la prueba, las ratas pasaron un 25,47% más de tiempo en sueño REM después de las pruebas de aprendizaje que después de las pruebas de control. 
Una observación del estudio de Datta es que el grupo de aprendizaje pasó un 180% más de tiempo en SWS que el grupo de control durante la sesión de registro del sueño posterior al ensayo.  Este estudio muestra que después de la actividad de exploración espacial, los patrones de las células del lugar del hipocampo se reactivan durante el SWS después del experimento. Las ratas corrieron a través de una pista lineal usando recompensas en cada extremo. Luego se colocaría a las ratas en la pista durante 30 minutos para permitirles adaptarse (PRE), luego correrían la pista con entrenamiento basado en recompensas durante 30 minutos (RUN) y luego se les permitiría descansar durante 30 minutos.
Durante cada uno de estos tres períodos, se recopilaron datos de EEG para obtener información sobre las etapas del sueño de las ratas. Las tasas medias de activación de las células del hipocampo durante el SWS previo al comportamiento (PRE) y tres intervalos de diez minutos en el SWS posterior al comportamiento (POST) se calcularon promediando 22 sesiones de carrera en pista de siete ratas. Los resultados mostraron que diez minutos después de la sesión de prueba de RUN, hubo un aumento del 12% en la tasa media de activación de las células del hipocampo desde el nivel PRE. Después de 20 minutos, la velocidad media de disparo volvió rápidamente al nivel PRE. La activación elevada de las células del hipocampo durante el SWS después de la exploración espacial podría explicar por qué había niveles elevados de sueño de ondas lentas en el estudio de Datta, ya que también se trataba de una forma de exploración espacial.
En las ratas, la falta de sueño provoca pérdida de peso y reducción de la temperatura corporal. Las ratas mantenidas despiertas indefinidamente desarrollan lesiones cutáneas, hiperfagia, pérdida de masa corporal, hipotermia y, finalmente, sepsis fatal.  La falta de sueño también dificulta la curación de las quemaduras en ratas.  En comparación con un grupo de control, los análisis de sangre de ratas privadas de sueño indicaron una disminución del 20% en el recuento de glóbulos blancos, un cambio significativo en el sistema inmunológico. 
Un estudio de 2014 encontró que privar a ratones del sueño aumentaba el crecimiento del cáncer y disminuía la capacidad del sistema inmunológico para controlar los cánceres. Los investigadores encontraron niveles más altos de macrófagos asociados a tumores M2 y moléculas TLR4 en los ratones privados de sueño y propusieron esto como el mecanismo para una mayor susceptibilidad de los ratones al crecimiento del cáncer. Las células M2 suprimen el sistema inmunológico y estimulan el crecimiento de tumores. Las moléculas TRL4 son moléculas de señalización en la activación del sistema inmunológico. 

### Monotremas

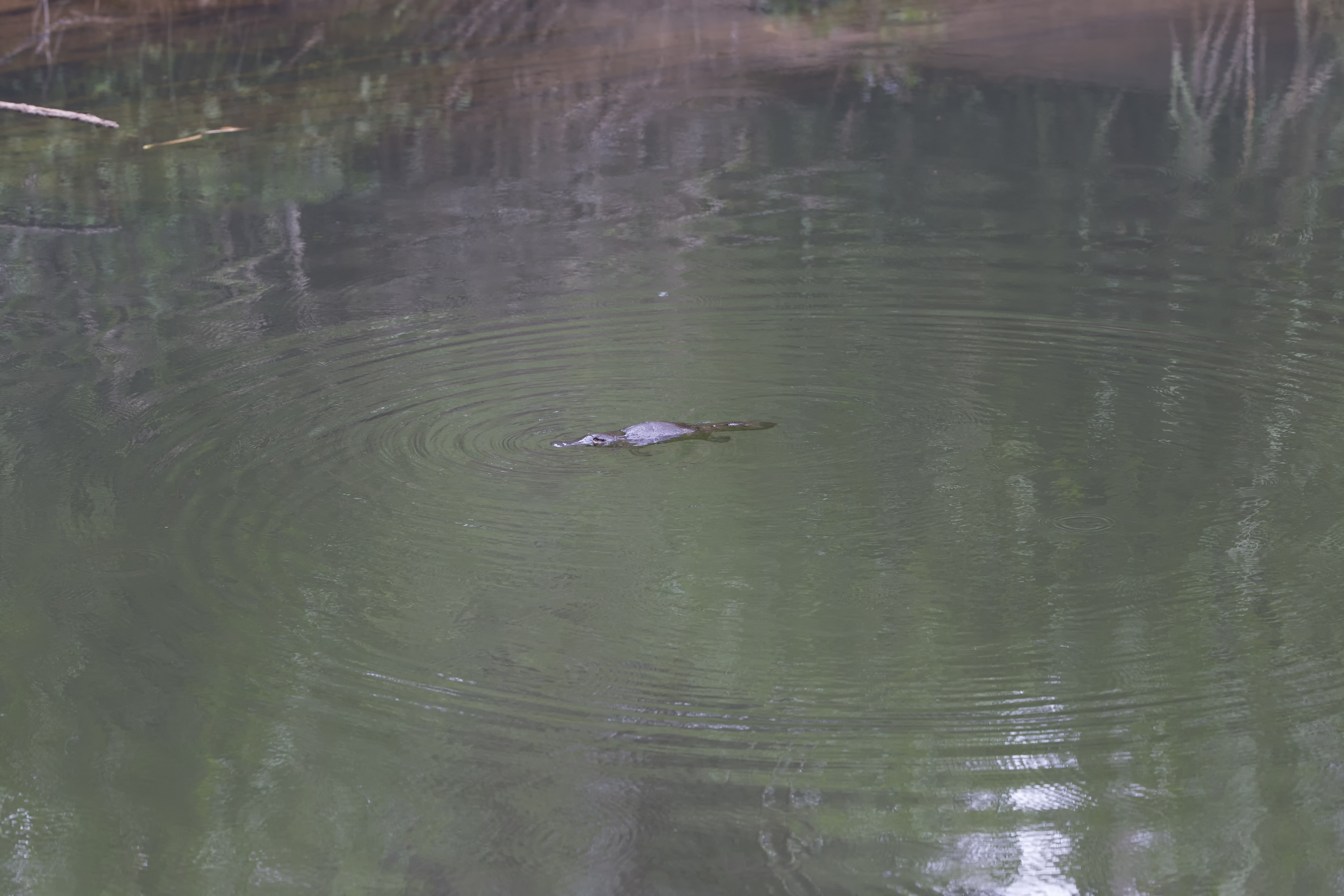
Un ornitorrinco durmiendo en el agua antes del anochecer.

Dado que se considera que los monotremas (mamíferos que ponen huevos) representan uno de los grupos de mamíferos evolutivamente más antiguos, han sido objeto de especial interés en el estudio del sueño de los mamíferos. Como los primeros estudios de estos animales no pudieron encontrar evidencia clara del sueño REM, inicialmente se asumió que dicho sueño no existía en los monotremas, sino que se desarrolló después de que los monotremas se separaron del resto de la línea evolutiva de los mamíferos y se convirtieron en una línea evolutiva separada y distinta. grupo. Sin embargo, los registros EEG del tronco encefálico en monotremas muestran un patrón de activación que es bastante similar a los patrones observados en el sueño REM en mamíferos superiores.   De hecho, la mayor cantidad de sueño REM conocida en cualquier animal se encuentra en el ornitorrinco.  La activación eléctrica REM no se extiende en absoluto al prosencéfalo en los ornitorrincos, lo que sugiere que no sueñan. Se dice que el tiempo medio de sueño del ornitorrinco en un período de 24 horas es de hasta 14 horas, aunque esto puede deberse a su dieta de crustáceos rica en calorías. 

### Mamíferos acuáticos

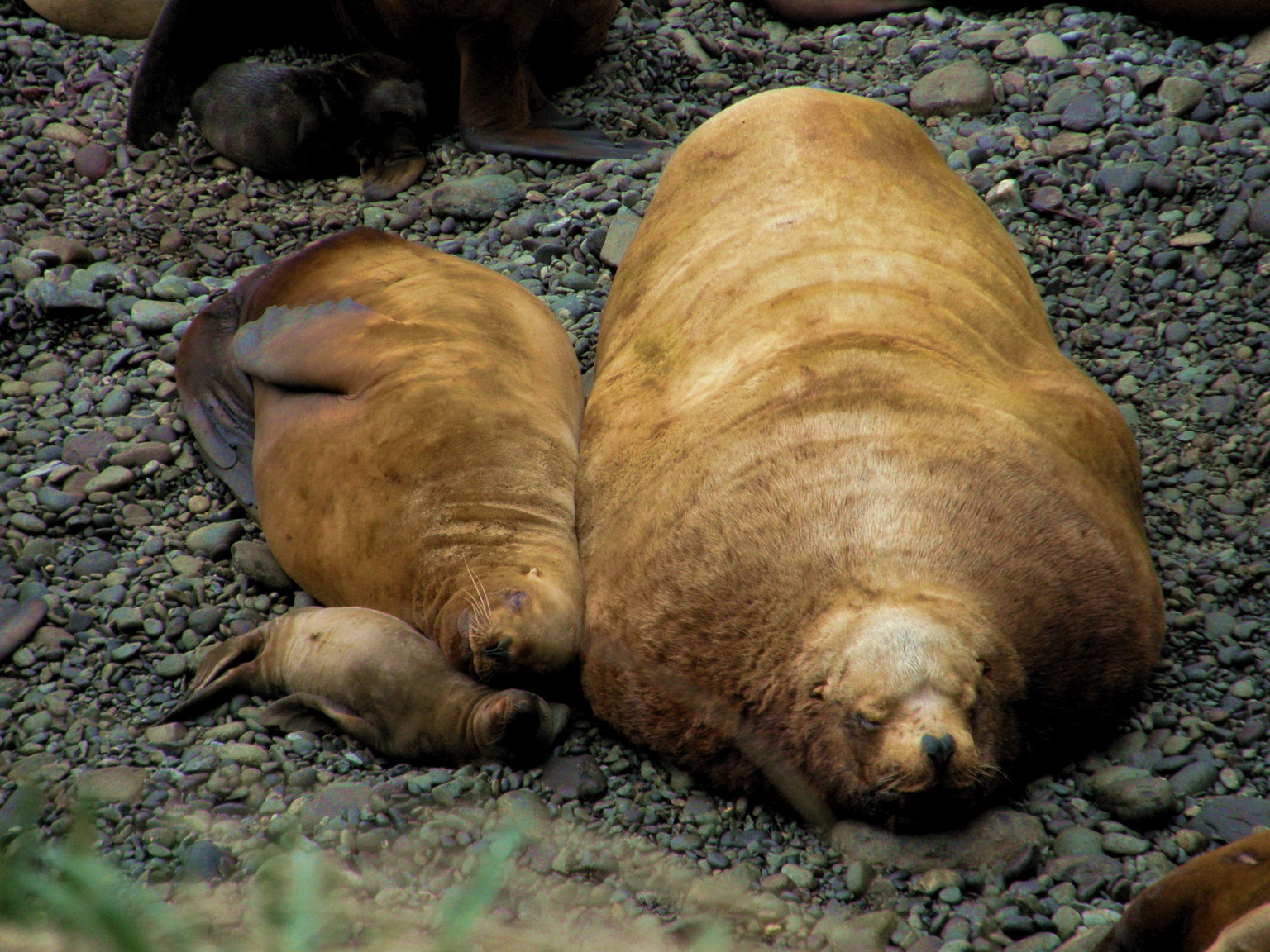
Cachorro de león marino de Steller con hembra y macho adultos, la foca orejuda más grande. Hábitat: norte del Océano Pacífico.

Las consecuencias de caer en un sueño profundo para las especies de mamíferos marinos pueden ser asfixia y ahogamiento, o convertirse en presa fácil para los depredadores. Por lo tanto, los delfines, las ballenas y los pinnípedos (focas) acusan un sueño unihemisférico mientras nadan, lo que permite que un hemisferio cerebral permanezca completamente funcional, mientras que el otro duerme. El hemisferio que está dormido se alterna, de modo que ambos hemisferios puedan estar completamente descansados.   Al igual que los mamíferos terrestres, los pinnípedos que duermen en la tierra caen en un sueño profundo y ambos hemisferios de su cerebro se apagan y entran en modo de sueño total.   Los bebés de mamíferos acuáticos no tienen sueño REM durante la infancia,  y el sueño REM aumenta a medida que envejecen.
Entre otros, las focas y las ballenas pertenecen a los mamíferos acuáticos. Las focas sin orejas y las focas con orejas han resuelto el problema de dormir en el agua mediante dos métodos diferentes. Las focas con orejas, así como las ballenas, muestran un sueño unihemisférico. La mitad dormida del cerebro no se despierta cuando sale a la superficie para respirar. Cuando la mitad del cerebro de una foca muestra un sueño de ondas lentas, las aletas y los bigotes del lado opuesto quedan inmóviles. Mientras están en el agua, estas focas casi no tienen sueño REM y pueden pasar una o dos semanas sin él. Tan pronto como llegan a la tierra, cambian al sueño REM bilateral y al sueño NREM comparable al de los mamíferos terrestres, lo que sorprende a los investigadores por su falta de "sueño de recuperación" después de perder tanto REM.

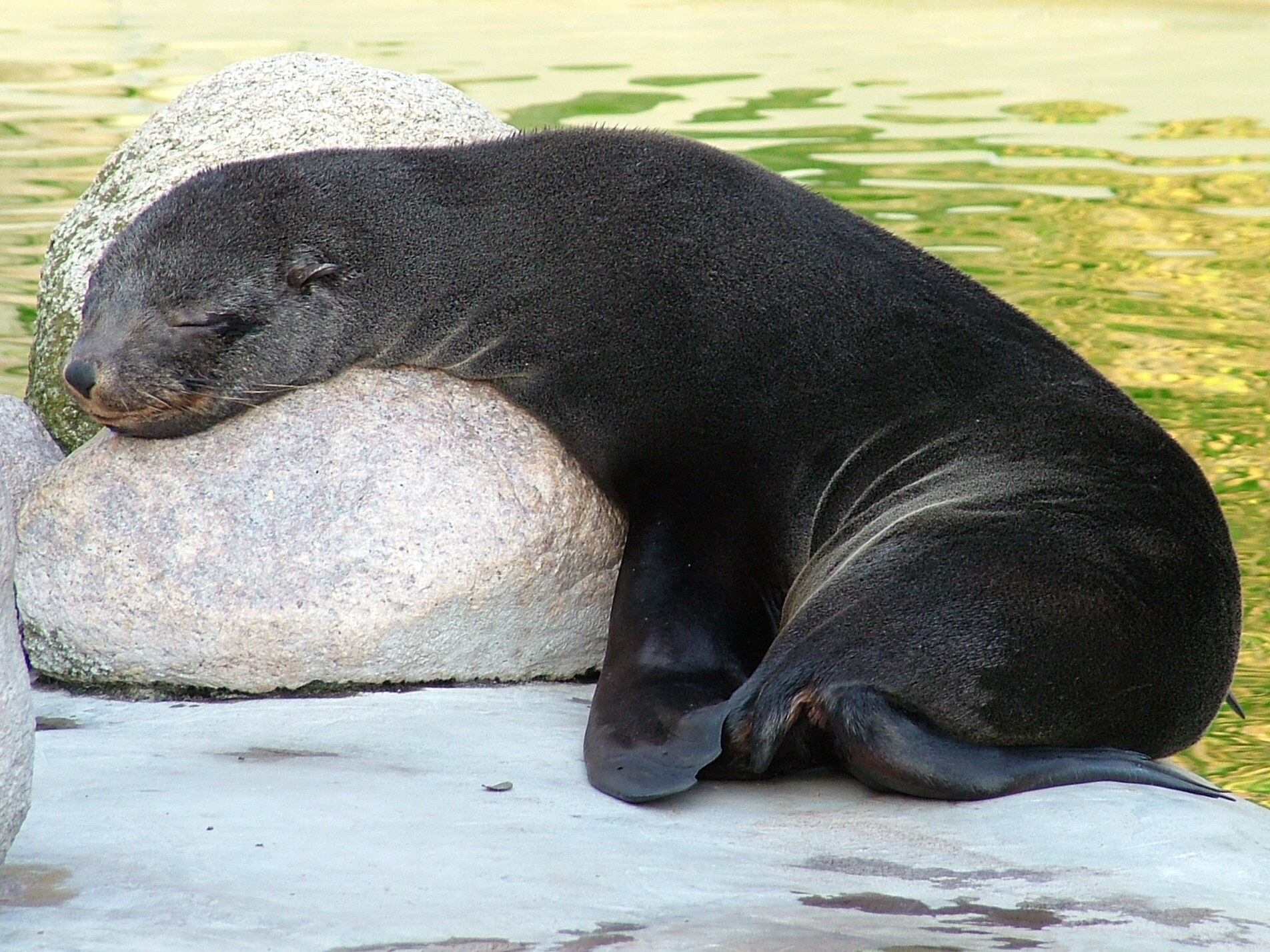
Lobo marino del Cabo, dormido en un zoológico

Las focas sin orejas duermen en forma bihemisférica como la mayoría de los mamíferos, bajo el agua, colgadas en la superficie del agua o en la tierra. Aguantan la respiración mientras duermen bajo el agua y se despiertan periódicamente para salir a la superficie y respirar. También pueden estar tendidas con las fosas nasales fuera del agua y en esa posición tener sueño REM, pero no tienen sueño REM bajo el agua.
Se ha observado sueño REM en la ballena piloto, una especie de delfín. Las ballenas no parecen tener sueño REM, ni parecen tener ningún problema debido a esto. Una de las razones por las que el sueño REM puede resultar difícil en entornos marinos es el hecho de que el sueño REM provoca atonía muscular; es decir, una parálisis funcional de los músculos esqueléticos que puede ser difícil de combinar con la necesidad de respirar regularmente.

## Unihemisferismo

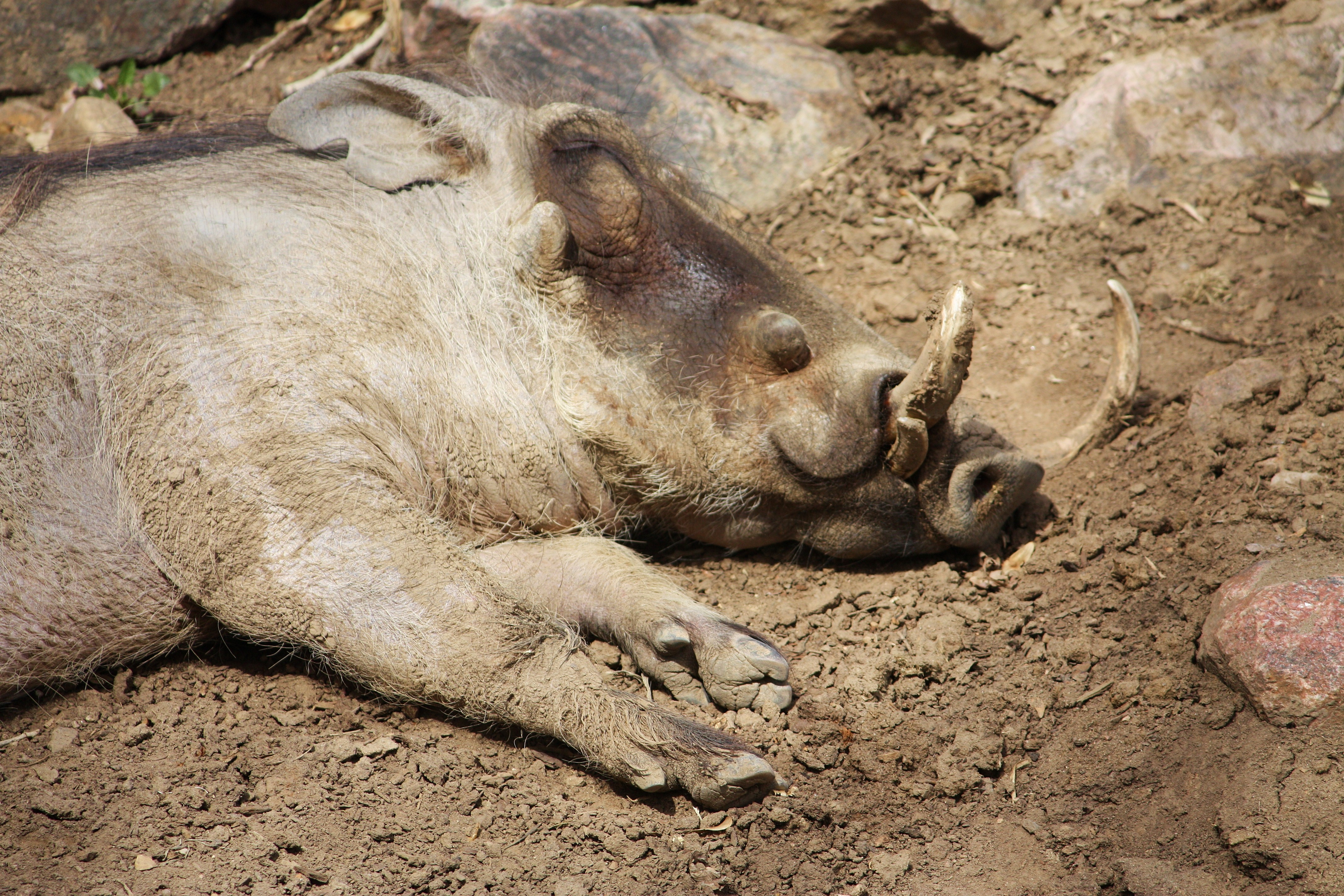
Un jabalí dormido

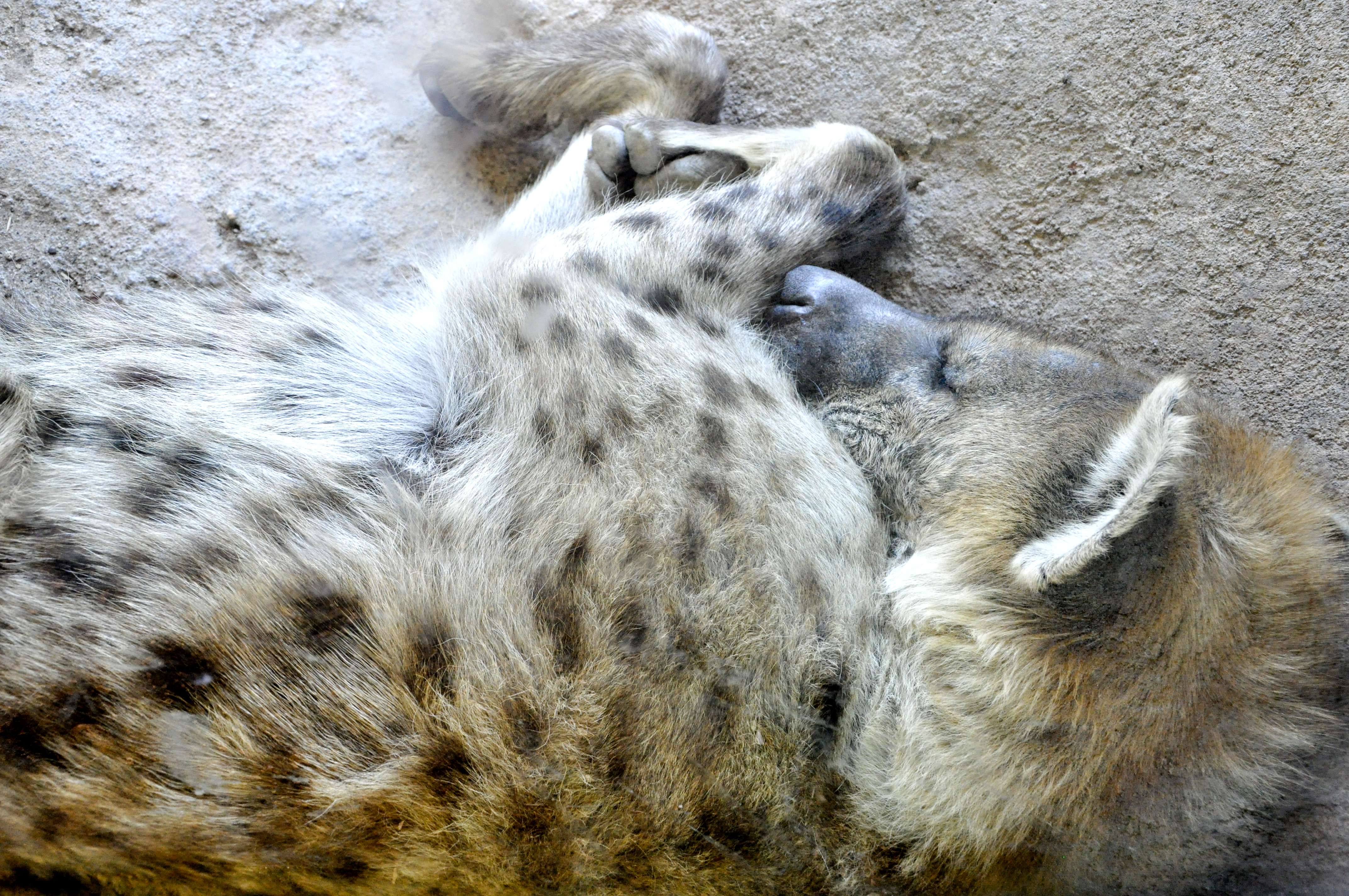
Una hiena dormida

El sueño unihemisférico se refiere a dormir con un solo hemisferio cerebral. El fenómeno se ha observado en aves y mamíferos acuáticos,  así como en varias especies de reptiles (esto último está en disputa: muchos reptiles se comportan de una manera que podría interpretarse como un sueño unihemisférico, pero los estudios EEG han dado resultados contradictorios). Las razones para el desarrollo del sueño unihemisférico probablemente sean que permite al animal dormido recibir estímulos (amenazas, por ejemplo) de su entorno, y que le permite volar o emerger periódicamente a la superficie para respirar cuando se sumerge en agua. Sólo el sueño NREM existe de forma unihemisférica, y parece existir una continuidad en el sueño unihemisférico con respecto a las diferencias en los hemisferios: en animales que exhiben sueño unihemisférico, las condiciones varían desde un hemisferio en sueño profundo con el otro hemisferio despierto hasta un hemisferio durmiendo ligeramente con el otro hemisferio está despierto. Si se priva selectivamente de sueño a un hemisferio en un animal que exhibe sueño unihemisférico (a un hemisferio se le permite dormir libremente pero al otro se despierta cuando se queda dormido), la cantidad de sueño profundo aumentará selectivamente en el hemisferio que fue privado de sueño cuando ambos hemisferios pueden dormir libremente.
Los antecedentes neurobiológicos del sueño unihemisférico aún no están claros. En experimentos con gatos en los que se cortó la conexión entre las mitades izquierda y derecha del tronco del encéfalo, los hemisferios cerebrales muestran períodos de un EEG desincronizado, durante los cuales los dos hemisferios pueden dormir de forma independiente el uno del otro.  En estos gatos se observó el estado en el que un hemisferio dormía NREM y el otro estaba despierto, así como un hemisferio dormía NREM con el otro estado dormido REM. Nunca se vio a los gatos dormir en fase REM con un hemisferio mientras el otro hemisferio estaba despierto. Esto concuerda con el hecho de que el sueño REM, hasta donde se sabe actualmente, no ocurre de forma unihemisférica.
El hecho de que exista un sueño unihemisférico se ha utilizado como argumento a favor de la necesidad del sueño.  Parece que ningún animal ha desarrollado la capacidad de pasar completamente sin dormir.

## Hibernación

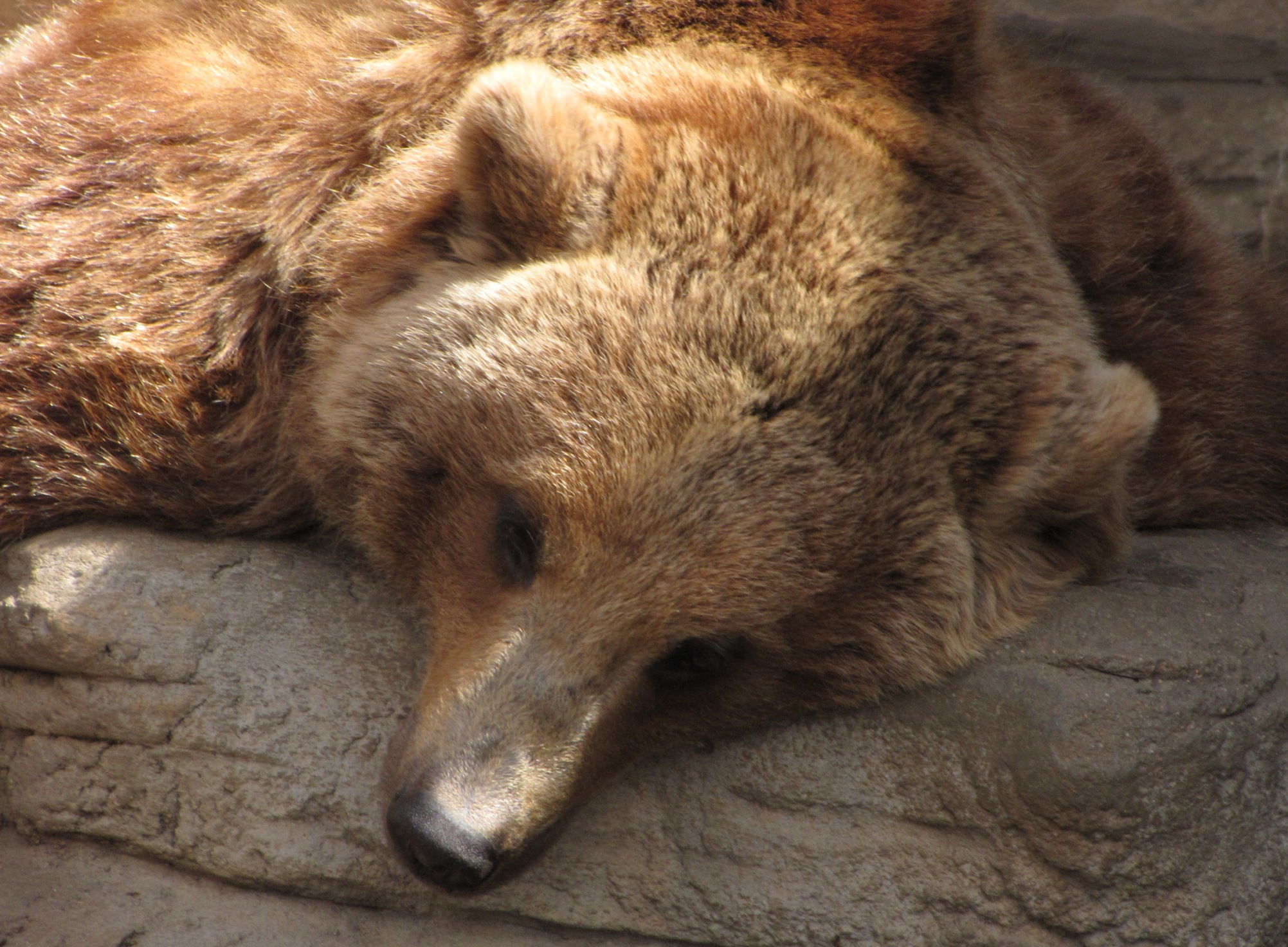
Oso grizzly durmiendo

Los animales que hibernan se encuentran en un estado de letargo, a diferencia del sueño. La hibernación reduce notablemente la necesidad de dormir, pero no la elimina. Algunos animales que hibernan finalizan su hibernación un par de veces durante el invierno para poder dormir.  Los animales que hibernan y se despiertan de la hibernación a menudo entran en un sueño de rebote debido a la falta de sueño durante el período de hibernación. Definitivamente están bien descansados y conservan energía durante la hibernación, pero necesitan dormir para otra cosa. 

## Sueños
Los sueños en perros han sido estudiados por Stanley Coren, profesor emérito de Psicología de la Universidad de Columbia Británica en Vancouver. Los investigadores han estudiado los sueños en perros manipulando la protuberancia en el tronco del encéfalo.  La investigadora considera que "[...] es una suposición muy segura y sólida que están teniendo algún tipo de actividad cerebral cognitiva que se parece tanto a nuestros sueños como sus percepciones de vigilia se parecen a las nuestras." 